# Народы Лаоса

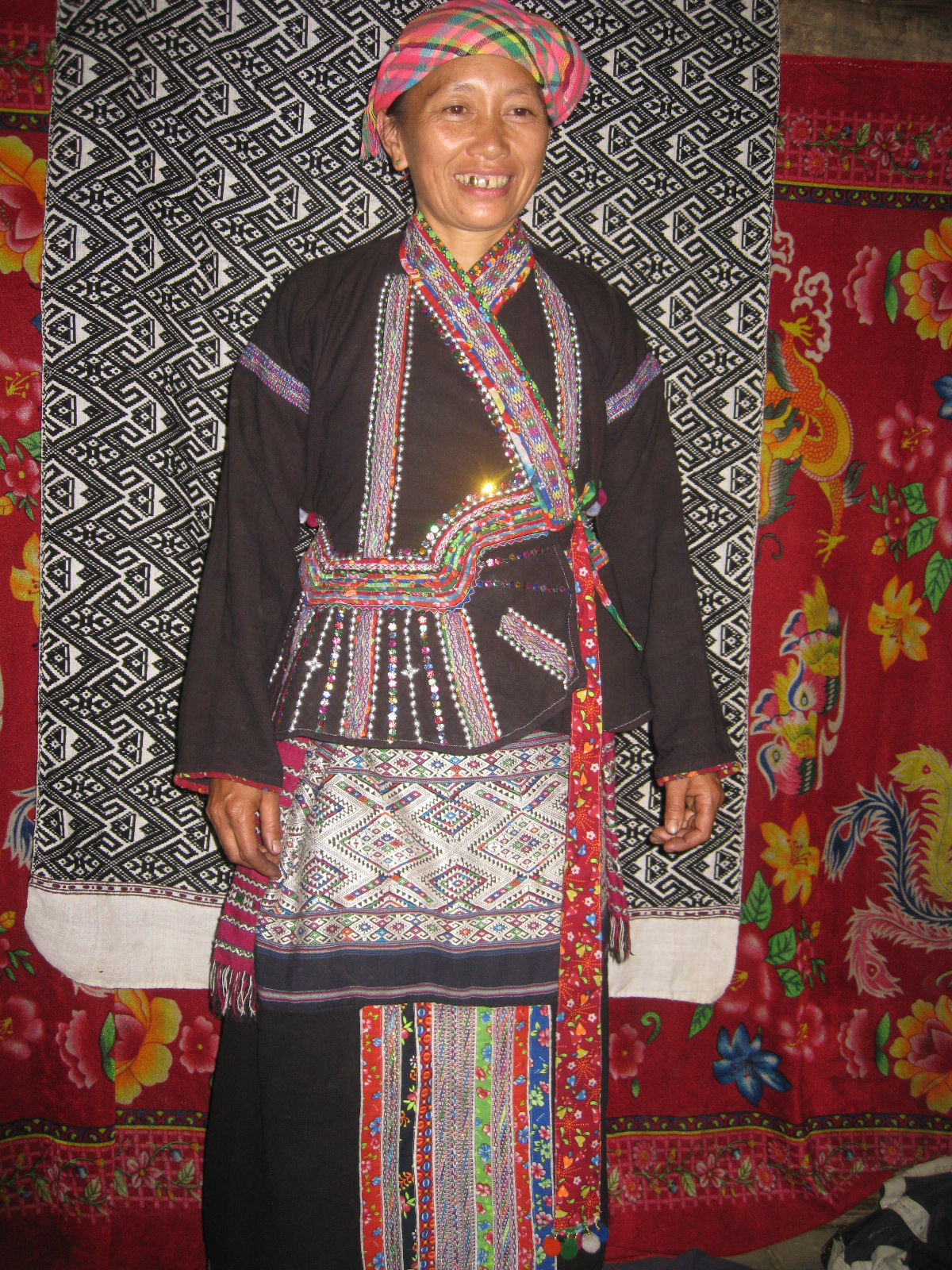
Лао — крупнейший народ Лаоса

Народы Лаоса — совокупность народов и других этнических общностей, проживающих на территории Лаосской Народно-Демократической Республики. Лаос является многонациональным государством, в стране насчитываются десятки различных народов, народностей, этнических и субэтнических групп. Власти Лаоса учитывают в переписи 49 народов и этнических групп, ещё от 100 до 150 субэтнических групп официальной статистикой не учитываются.
Около 2/3 всего населения страны принадлежит к народам тайской языковой группы, остальные — к народам мон-кхмерской (включая вьетскую и палаунг-ва), хмонг-мьенской и тибето-бирманской групп.
Традиционно все народы Лаоса делятся на три зональные группы, между которыми имеются большие хозяйственно-культурные различия: лао-лум («лао долин», или «лао низин»), лао-тенг («лао горных склонов») и лао-сунг («лао горных вершин»). Лао-лумы проживают примерно до высоты 1200 метров над уровнем моря, лао-тенги — на высотах 1200—2000 метров над уровнем моря, лао-сунги — выше 2000 метров над уровнем моря. При этом, термин «лао» не означает принадлежность к народу лао, а относится ко всему населению страны.
Национальная солидарность несколько ослаблена отсутствием единого лингва франка. Хотя лаосский язык преобладает, многие национальные меньшинства не говорят на нём, что ограничивает их связи с соседями и центральными властями. Для социальной организации народов Лаоса характерны матрилокальность и матрилинейность, реже встречаются билинейность и патрилинейность. Матрилинейные группы преобладают в районах проживания лао-лумов, в них женщины более обеспечены и защищены, чем в патрилинейных общинах.

## История

### Древний и средневековый период

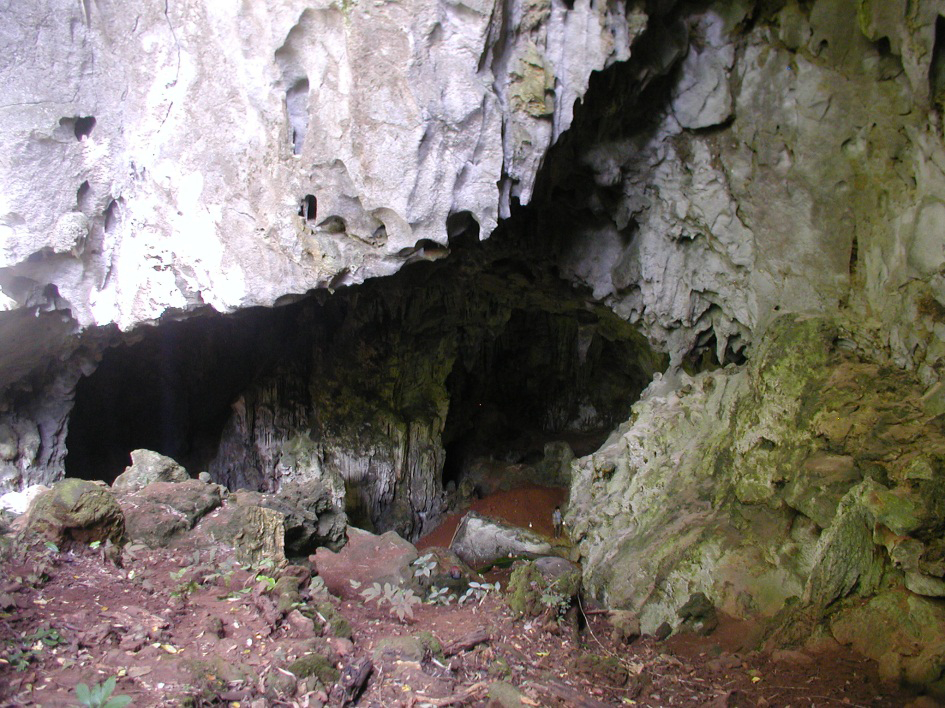
Пещера в провинции Хуапхан, где были обнаружены человеческие фоссилии эпохи среднего палеолита

В Лаосе имеются следы пещерных стоянок эпохи позднего палеолита, мезолита и раннего неолита. Каменные орудия, найденные в мезолитическом культурном слое, характерны для хоабиньской культуры. Древние монголоиды обитали в северном Лаосе в долинах рек Кхан, У и Нга, они занимались преимущественно собирательством и в меньшей степени охотой.
С 5-го до середины 1-го тысячелетия до н. э. в северном и центральном Лаосе существовала местная неолитическая культура. Древние австронезийцы, жившие в речных долинах, начали культивировать рис, а обитавшие в горах и на возвышенных равнинах — разводить домашних животных. Найденные в пещерных некрополях современной провинции Кхаммуан украшения из морских раковин свидетельствуют о возможной связи местных племён с приморской культурой центрального Вьетнама.
В начале бронзового века (середина 1-го тысячелетия до н. э.) местное население установило контакты с племенными союзами Ба, Шу и Дянь, возникшими на территории южного Китая (нынешние провинции Юньнань и Сычуань). С III века до н. э. племена, населявшие северный Лаос, поддерживали связи с вьетским государством Аулак, образовавшимся на территории северного Вьетнама и Гуанси.

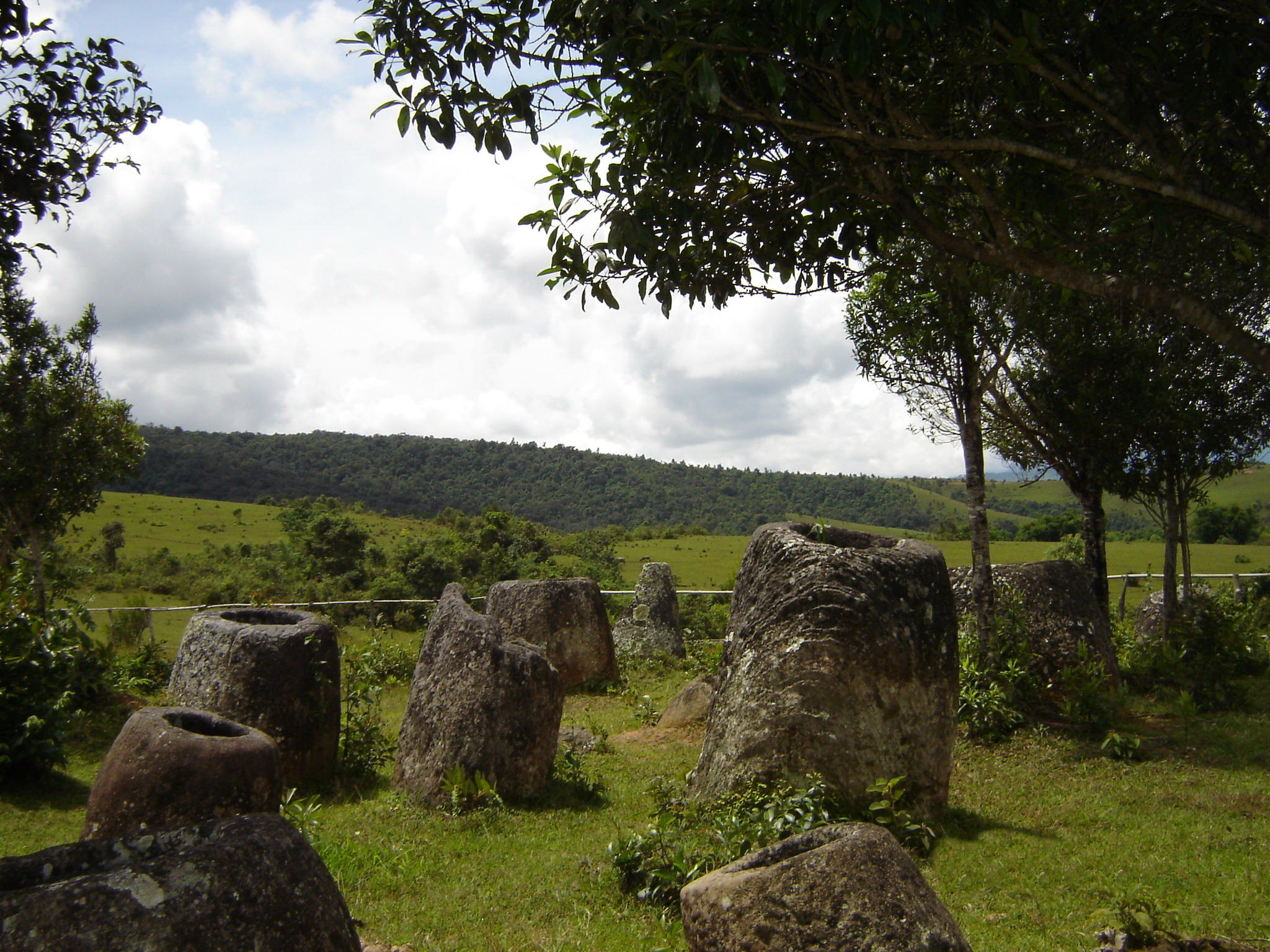
Долина кувшинов

На рубеже нашей эры, в эпоху позднего железного века в северо-восточном Лаосе возникла уникальная культура, характерными памятниками которой являются мегалиты в форме кувшинов (часть антропологов не считает эту культуру самобытной, а относит её к ветви прототямской культуры Сахюинь). Большие группы мегалитов расположены на плато Сиангхуанг в одноимённой провинции, из-за чего эта местность получила название Долина кувшинов. Согласно мифологии народа кхму, обитавшего на плато, эти каменные кувшины создали их далёкие предки — гиганты, которые распивали из них напитки. По предположениям современных учёных, в этих украшенных резьбой каменных сосудах хоронили местную знать или хранили питьевую воду. Найдены также круглые каменные диски, которые могут служить крышками для сосудов. Данная культура имела довольно развитое хозяйство: в земледелии использовали железные орудия, в долинах применялось орошение (хотя в горах и сохранялось подсечно-огневое земледелие), развивались скотоводство и гончарное производство. Обнаружены отрезки древних дорог, что свидетельствует о наличии связей с внешним миром. Постепенно в Долине кувшинов оформлялась более сложная родо-племенная структура.

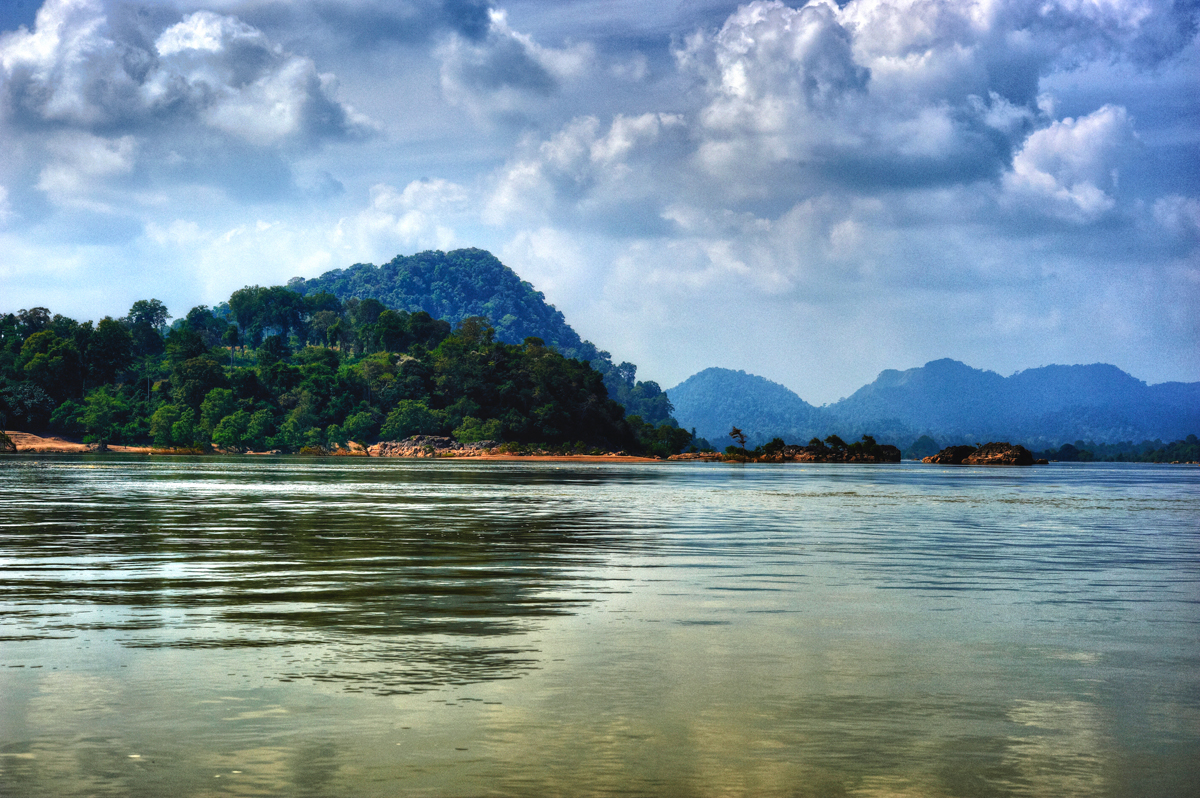
Меконг в южном Лаосе

Продвижение племён, говоривших на тайских языках, с территории нынешнего Южного Китая в пределы северного Индокитая началось во второй половине 1-го тысячелетия до н. э. и продолжалось до середины 1-го тысячелетия н. э. (согласно другим исследованиям, оно началось несколько раньше, с VII века до н. э.). Тайские племена расселялись по долинам Меконга и Хонгха, постепенно вытесняя автохтонное австронезийское или мон-кхмерское население в горные районы и частично ассимилируя его. С тайскими племенами связывают мегалитическую культуру Долины кувшинов (III—I века до н. э.), хотя достоверно эта теория не доказана.
В III—VI веках н. э. территория южного Лаоса находилась под политическим и экономическим влиянием кхмерского государства Бапном (Фунань). К этому периоду относятся первые свидетельства проникновения в Лаос различных течений индуизма. Во второй половине V века в южном Лаосе поселились тямы, после чего эта область стала называться Басак или Чампасак. Тямы создали здесь своё индуистское государство, административный и религиозный центр которого находился на месте нынешнего комплекса Ват-Пху. В середине VI века кхмеры изгнали тямов, и после распада Бапнома южный Лаос вошёл в состав государства Ченла (VI—VIII века).
С VII века на территории современного Лаоса стал распространяться буддизм. Иммиграция в Лаос племён, говоривших на тайских языках, особенно усилилась в VI—XIII веках. В середине 1-го тысячелетия н. э. предки современных горных таи заселили низменные речные долины. В IX—XIII веках южный и центральный Лаос либо входил в состав кхмерского государства Камбуджадеша, либо находился в вассальной зависимости от него. Под влиянием соседних государств среди коренных народов Лаоса происходило постепенное разложение родо-племенной формации, однако её пережитки сохранялись у некоторых автохтонных этнических групп вплоть до середины XX века.

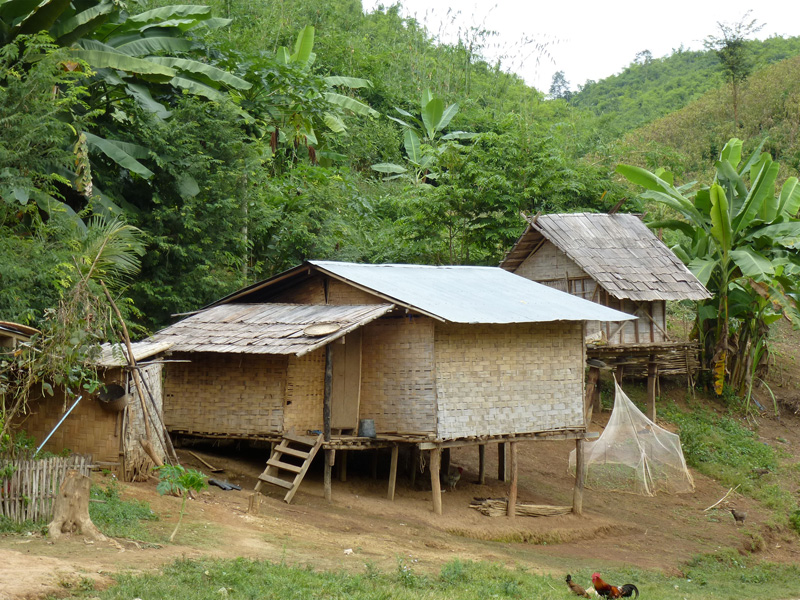
Типичное поселение коренного мон-кхмерского населения

В IX—X веках в Лаосе появились первые поселения яо (ман). В X—XI веках началась миграция предков современных лао из южного Китая в долины Меконга и его основных притоков. Лао, как и их предшественники, частично ассимилировали, а частично вытесняли в горы жившие здесь мон-кхмерские и тайские племена (хотя нередко их поселения мирно сосуществовали по соседству). Большая часть мон-кхмеров осела на лесистых горных склонах, на высоте от 700 до 1000 метров над уровнем моря. Постепенно более организованные лао не только оттесняли, но и подчиняли себе коренное население Лаоса.
В долинах и местах слияния рек лао основывали свои поселения — мыанги, которые нередко вырастали в города (позже слово «мыанг» стало означать «город», «край» или «княжество»). К началу XIII века пришлые лао-тайские племена уже доминировали над местным мон-кхмерским элементом в северных, центральных и отчасти в южных областях Лаоса. С XIII века с территории Камбуджадеши стал распространяться буддизм школы тхеравада. В конце XIII — начале XIV века началось формирование народности лао.
В этот период уже существовали небольшие княжества-мыанги Сунг, Сай, Хун, На, Сва, Кхамкет, Пхуан, Кабонг и другие, многие из которых в той или иной степени находились под влиянием Камбуджадеши. Правители княжеств носили титулы кхун, тхао и пхрая. В конце XIII века несколько княжеств лао, в том числе Сва, стали вассалами тайского царства Сукхотаи, которое вело успешную борьбу с кхмерами. В середине XIV века образовалось государство Лансанг (или Лан Санг Хом Кхао), которое возглавила династия из княжества Сва. Во второй половине XIV века буддизм был объявлен государственной религией Лансанга. С этого времени культура и искусство Лансанга развивались под сильным влиянием буддизма тхеравады и во многом восприняли традиции царства Сукхотаи.

Лансанг в середине XVI века

Столицей Лансанга стал город Луангпхабанг — центр бывшего княжество Сва. В покорённых княжествах первый король Лансанга Фа Нгум оставлял прежних правителей из числа лао-тайской знати, если они приносили ему вассальную присягу. В тех случаях, когда князья оказывали сопротивление, он уничтожал их и ставил во главе мыанга людей из своего ближайшего окружения.
С Дайвьетом был заключён договор, по которому восточная граница Лансанга проходила по горам Чыонгшон, а все жители домов на сваях считались подданными Фа Нгума (лао-тайские народы возводили свои хижины на сваях, в отличие от местных племён, строивших дома на земле). На юге территория Лансанга простиралась до водопадов Кхон, на севере — до Юньнаньского нагорья, на западе — до плато Корат.
Самые плодородные земли в долинах Меконга и его притоков, а также на плато Сиангкхуанг и Корат принадлежали лао-тайским крестьянам. Среди лао-тайской знати существовали налоговая система, домашнее и долговое рабство. Горные таи и большинство мон-кхмерских народов занимались охотой и примитивным земледелием, у них господствовали родо-племенные отношения.
Сын Фа Нгума и второй король Лансанга Ун Хыен в 1376 году провёл первую перепись подвластного населения. Согласно ей, в королевстве проживало 700 тыс. человек, в том числе 300 тыс. таи-лао и 400 тыс. представителей нетайского населения (после переписи Ун Хыен принял титул Самсентаи — король «трёхсот тысяч таи»). Значительную прослойку населения составляли образованные буддийские монахи из Сиама и Камбуджадеши, в городах имелись кварталы кхмерских, сиамских, вьетских и китайских купцов.
В 1477 году армия императора Дайвьета Ле Тхань-тонга заняла княжество Пхуан на плато Сиангкхуанг и разграбила столицу Лансанга. Хотя вскоре правящая династия вернула себе престол, королевство оказалось сильно ослабленным. Лишь королю Потисарату удалось восстановить былое могущество Лансанга. Он перенёс столицу из Луангпхабанга во Вьентьян, вёл успешные войны против Сиама, установил контроль над Чиангмаем, запретил культ духов и индуизм, приказал разрушить все языческие святилища. В правление короля Сеттатирата начался период длительных войн с могущественной бирманской династией Таунгу.

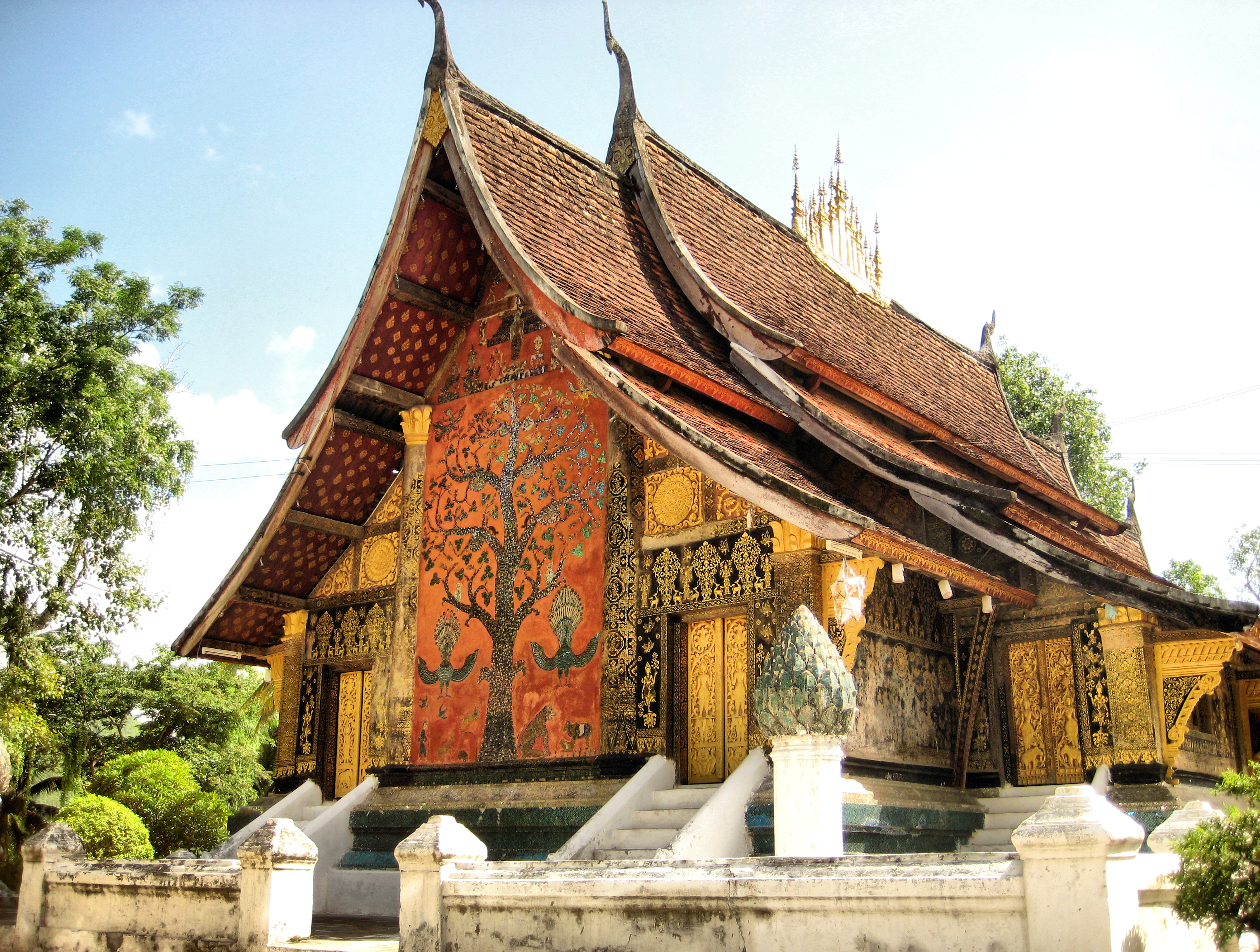
Ват Сиенгтхонг в Луангпхабанге

Бирманцы несколько раз захватывали Вьентьян, вынуждая короля уходить с остатками армии в джунгли. Параллельно с отражением бирманских вторжений Сеттатират был вынужден совершить марш в южный Лансанг, где горные кхмеры отказывались признавать его власть. Во время этого похода он был убит, и в 1574 году Лансанг стал вассалом Бирмы. Сын Сеттатирата Нокео Куман, взошедший на престол в 1591 году, покончил с зависимостью от Бирмы и вернул под контроль Лансанга мятежные княжества Сва и Пхуан.
В правление короля Сулиньи Вонгса (1637—1694) Лансанг достиг наивысшего расцвета, хотя королевским войскам и пришлось дважды усмирять мятежное княжество Пхуан (Пуен). В правление Вонгса Лаос посетили первые европейцы — голландская торговая миссия (1641) и итальянские иезуиты (1642). На XVII век пришёлся период наивысшего расцвета культуры Лансанга, особенно классической литературы. Общество Лансанга делилось на три сословия: знать, простолюдинов и рабов. Из числа горцев акха, которые находились под покровительством короля и придворной знати, формировалась гвардия Лансанга (система покровительства и зависимости племён акха, известная как конг-лам, просуществовала до середины XX века).

Лаос в середине XVIII века

В XVII—XIX веках в Лаос с севера переселились племена мяо. Также с XVII века в Лаосе начали массово селиться вьеты. В начале XVIII века в результате ослабления центральной власти и острой династической борьбы Лансанг распался на три отдельных королевства, враждовавших между собой — Тямпасак (Чампассак) на юге, Вьентьян в центре и Луангпхабанг на севере.

### Лаос в XVIII—XIX веке
Княжество Пхуан (Пуен, Сиангкхуанг, или Чаннинь), лао-тайское население которого говорило на отдельном диалекте, в первой половине XVIII века превратилось в вассала Дайвьета. Король Вьентьяна также признал себя вассалом дайвьетского императора и обязался каждые три года выплачивать ему дань. С середины XVIII века возобновились нападения бирманцев на Луангпхабанг и междоусобные конфликты между Вьентьяном и Пхуаном и Вьентьяном и Луангпхабангом. В 1778 году сиамская армия оккупировала Вьентьян, а вскоре королевства Вьентьян и Тямпасак стали вассалами могущественного короля Сиама Рамы I.
В 1819 году по воле Сиама войска Вьентьяна жестоко подавили восстание мон-кхмерских племён в соседнем Тямпасаке. В 1826 году войска короля Вьентьяна Чао Анувонга неожиданно вторглись в Сиам и заняли Корат, однако уже в 1827 году сиамская армия разбила лао и захватила Вьентьян. Сиамцы разорили королевство, превратили его в сиамскую провинцию и угнали в Сиам 6 тыс. семей лао. Полностью утратило самостоятельность королевство Тямпасак, где формально правили свои короли, но наследников престола утверждал король Сиама. Вьетнам в свою очередь аннексировал княжество Пхуан, превращённое в провинцию Чаннинь.
Королевство Луангпхабанг в первой трети XVIII века стало вассалом Цинского Китая, в 1750 году отбило нападения войск Дайвьета, требовавшего уплаты дани, но в 1753 и 1771 годах подверглось опустошительным нашествиям бирманцев. Вскоре Луангпхабанг заключил союз с Сиамом и также стал его вассалом. В первой трети XIX века под давлением Сиама вьетнамский император вернул Луангпхабангу район Хуапхан, захваченный в 1791 году. В правление короля Сука Сеума (1836—1850) в Луангпхабанг из Южного Китая переселилось много семей племён мяо.

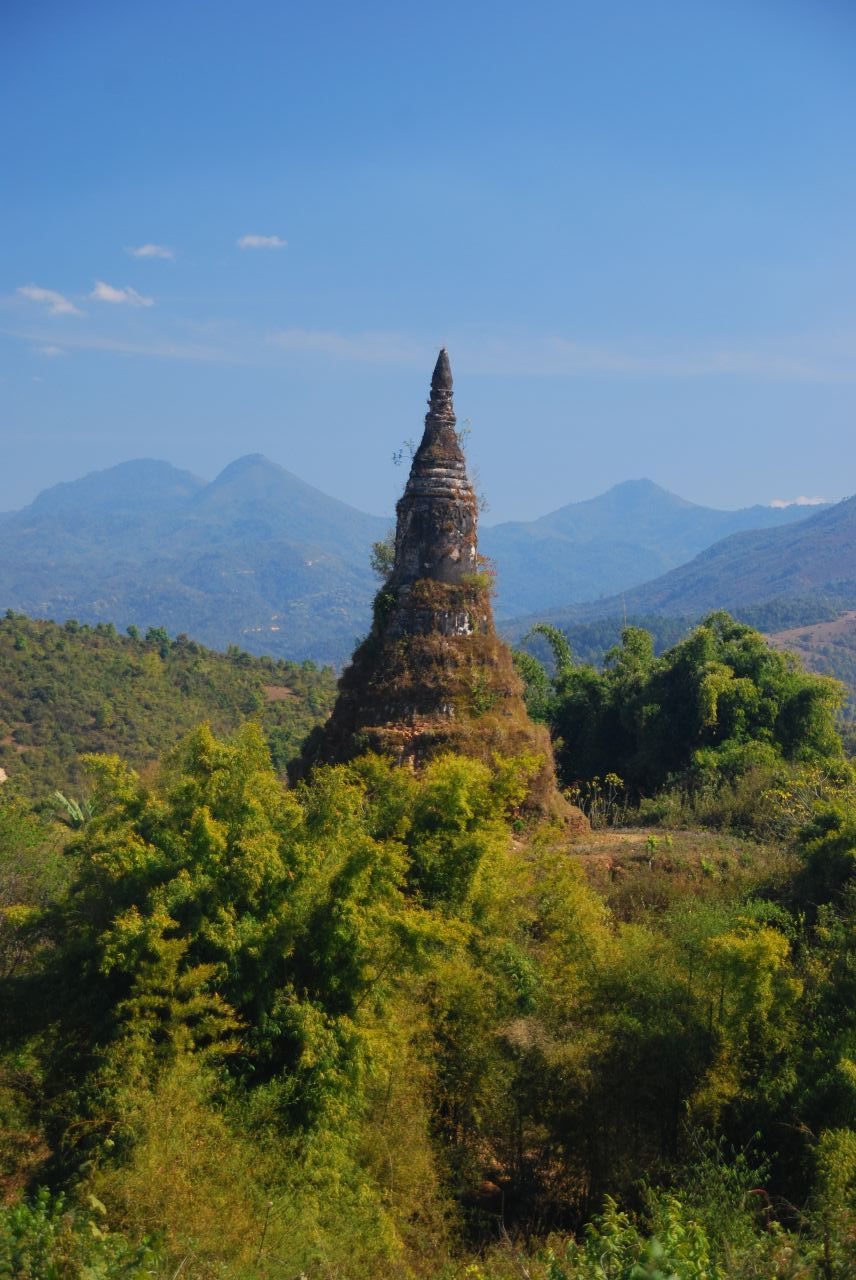
Древняя ступа в бывшем княжестве Пхуан

В 1850—1851 годах в провинции Чаннинь вспыхнуло восстание, в ходе которого был убит вьетнамский губернатор. Восстание было жестоко подавлено, но вьетнамский император был вынужден поставить новым губернатором сына казнённого ранее правителя княжества Пхуан. После этого провинция Чаннинь, формально входившая в состав Вьетнама, признала себя вассалом Луангпхабанга.
В 1855 году Луангпхабанг разорвал отношения с Китаем и перестал выплачивать символическую дань. В 1861 году в Луангпхабанг прибыла первая французская экспедиция под командованием Анри Муо. В 1866—1868 годах экспедиция Эрнеста Дудара де Лагре обследовала Тямпасак, Вьентьян и Луангпхабанг.
В 1871 году китайские отряды хо («Армия чёрного флага» и другие вооружённые формирования разгромленных повстанцев-тайпинов) были вытеснены из северного Вьетнама в Чаннинь. В 1872 году хо двинулись на Луангпхабанг, но затем повернули в сторону Вьентьяна и Нонгкхая, однако сиамские войска вынудили их отступить в Чаннинь. Возвращаясь из похода, сиамцы увели с собой более 10 тыс. лао.
Опасаясь новых вторжений хо, король Луангпхабанга обратился за помощью к Сиаму. В 1885 году сиамские войска заняли Луангпхабанг, взяли под свой контроль все органы власти королевства и начали наступление на отряды хо в Сиангкхуанге и Хуапхане.
Во второй половине XIX века в Лаосе осело много вьетов и китайцев, во второй половине XIX — начале XX века шло интенсивное переселение сино-тибетских народов (акха, хани, лаху) из южного Китая в горные области северного Лаоса. К концу XIX века лаосское общество, как и прежде, делилось на знать, простолюдинов и рабов. К местной знати лао-тайского происхождения добавились многочисленные сиамские чиновники и военачальники.
Крестьяне из числа лао, составлявшие основную массу населения плодородных речных долин, платили подушный налог и отбывали различные трудовые повинности на строительстве дорог, каналов и укреплений. Горцы из числа национальных меньшинств, точный учёт которых не вёлся, облагались налогом с деревни (в различных регионах оплата производилась рабами, товарами или деньгами). Те деревни горцев, которые всё же попадали под непосредственный контроль региональных властей, также несли трудовые повинности и подушный оброк рисом.

### Колониальный период

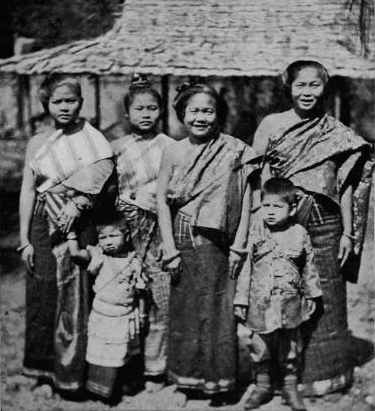
Лао в начале XX века

Закрепившись в Кохинхине (1862), Камбодже (1863), Аннаме (1884) и Тонкине (1884), французы начали готовиться к захвату Лаоса. Летом 1887 года отряды хо разграбили и сожгли Луангпхабанг, после чего французы предложили спасшемуся королю свою защиту. В октябре 1888 года Огюст Пави принял капитуляцию отрядов хо, а в декабре 1888 года Сиам передал ему контроль над 12 тайскими районами.
Весной 1893 года французские войска вторглись в Лаос тремя колоннами и в ходе Франко-сиамской войны заняли все земли на восточном берегу Меконга. С 1893 года большая часть Лаоса являлась протекторатом Франции. В 1895 году Лаос был разделён на северную и южную части (первая включала в свой состав и зависимое королевство Луангпхабанг). В 1904 году французы присоединили к своему протекторату правобережье среднего Меконга. Лаос превратился в колонию и был включён в состав Индокитайского союза.
Провинции Лаоса делились на округа, населённые лао-тайским большинством (мыанги), и округа, населённые национальными меньшинствами (конги). Начальники конгов назначались из числа местной знати и подчинялись непосредственно французскому губернатору провинции. Французские официальные источники определяли численность населения Лаоса в 470 тыс. человек по состоянию на 1900 год и в 548 тыс. человек по состоянию на 1910 год (границы Французского Лаоса отличались от нынешних).
Весной 1901 года в южном Лаосе восстали лао-тенги (лао горных склонов), разгромившие офис французского резидента в Сараване. Вскоре к ним присоединились крестьяне из числа лао-лумов (лао долин), после чего мятеж распространился на соседние провинции Саваннакхет и Кхаммуан. В низинах французские войска довольно быстро подавили восстание, однако в горных районах оно продолжалось до 1907 года.

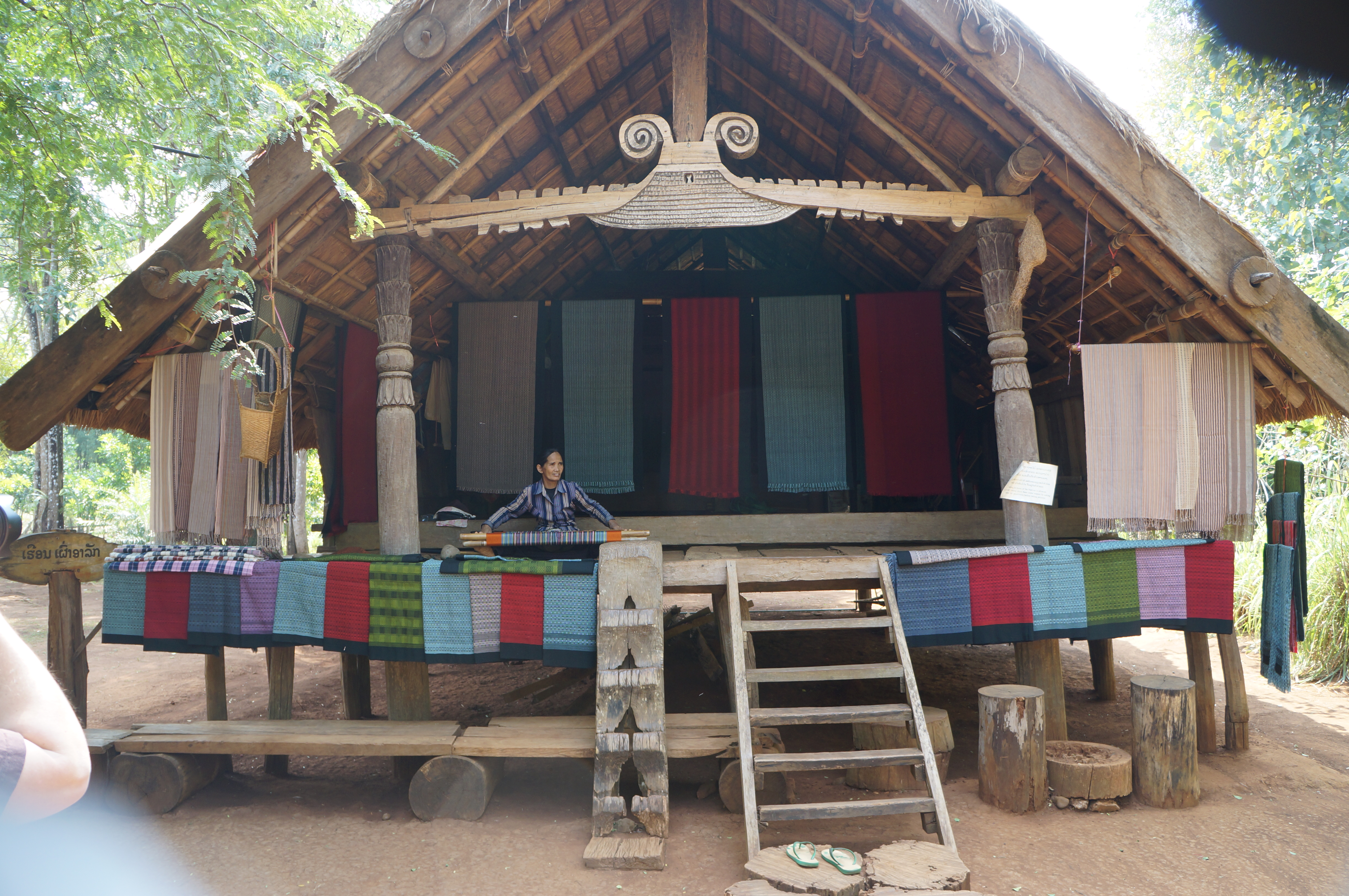
Жилище горцев на плато Боловен

В 1910 году восстали лао-тенги на плато Боловен, продолжавшие борьбу четверть века. В 1914 году против французских властей выступил правитель княжества Синг в северном Лаосе (восстание было подавлено в 1916 году). В 1918—1922 годах на территории нынешних провинций Хуапхан, Сиангкхуанг и Луангпхабанг под руководством вождя одного из племён восстали лао-сунги (лао горных вершин).
В мае 1941 года Таиланду отошли часть королевства Луангпхабанг на севере и провинция Тямпасак (Басак) на юге. В качестве компенсации за потерянные земли генерал-губернатор Французского Индокитая в августе 1941 года передал королю Сисаванг Вонгу провинции Вьентьян, Сиангхуанг и Верхний Меконг. С лета 1941 до весны 1945 года Лаос, несмотря на формальный статус французского протектората, находился под контролем японских войск. В апреле 1945 года под давлением японцев король объявил Луангпхабанг независимым государством. В августе 1945 года, когда начался вывод японских войск, лаосские националисты выступили за ликвидацию французского протектората, однако король Луангпхабанга не решился на активные действия против французских колонизаторов.

### Период независимости

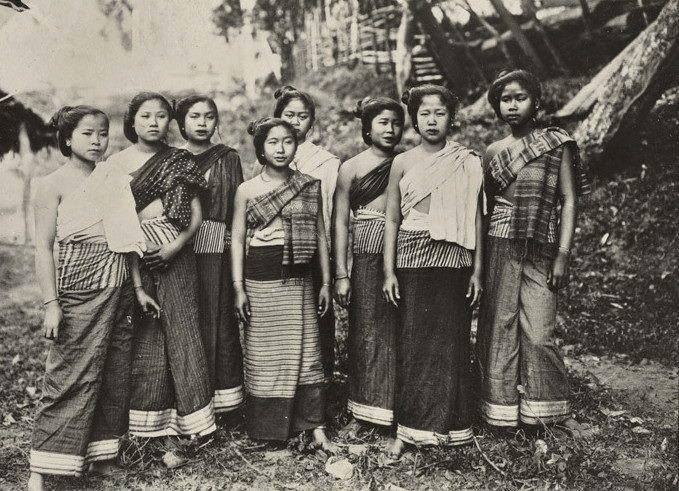
Женщины лао в национальных костюмах

12 октября 1945 года временное правительство провозгласило независимость Лаоса, который был вынужден участвовать в Индокитайской войне 1946—1954 годов, отстаивая свою независимость. Против французской армии действовали отряды, укрывшиеся в Таиланде и труднодоступных горных районах Лаоса. На сторону французов перешла значительная часть знати, в том числе принц Тямпасака.
Французы создали единое королевство Лаос и наделили его автономией в рамках Французского Союза. Кроме того, Франция добилась от Таиланда возвращения Лаосу аннексированных ранее провинций Сайнябули и Басак. В начале 1950-х годов лаосские партизаны при поддержке отрядов из Северного Вьетнама заняли обширные территории в провинциях Пхонгсали, Луангпхабанг, Хуапхан и Сиангкхуанг. Большую роль в партизанском движении Северного Лаоса играли горцы из числа национальных меньшинств.
К весне 1954 года лаосские и северовьетнамские отряды, которым противостояли королевская армия, французские части и американские советники, заняли на юге провинцию Аттапы и часть плато Боловен, в центре — часть провинции Саваннакхет и город Тхакхэк, на севере — часть долины реки У (всего на подконтрольных партизанам территориях проживало около миллиона человек, главным образом из числа национальных меньшинств). После поражения при Дьенбьенфу, чему способствовала блокада лаосскими партизанами французского резерва в Луангпхабанге, Франция заключила перемирие. Лаосская оппозиция отвела свои вооружённые силы в горные провинции Пхонгсали и Хуапхан, а большая часть вьетнамских отрядов к концу 1954 года покинула Лаос.

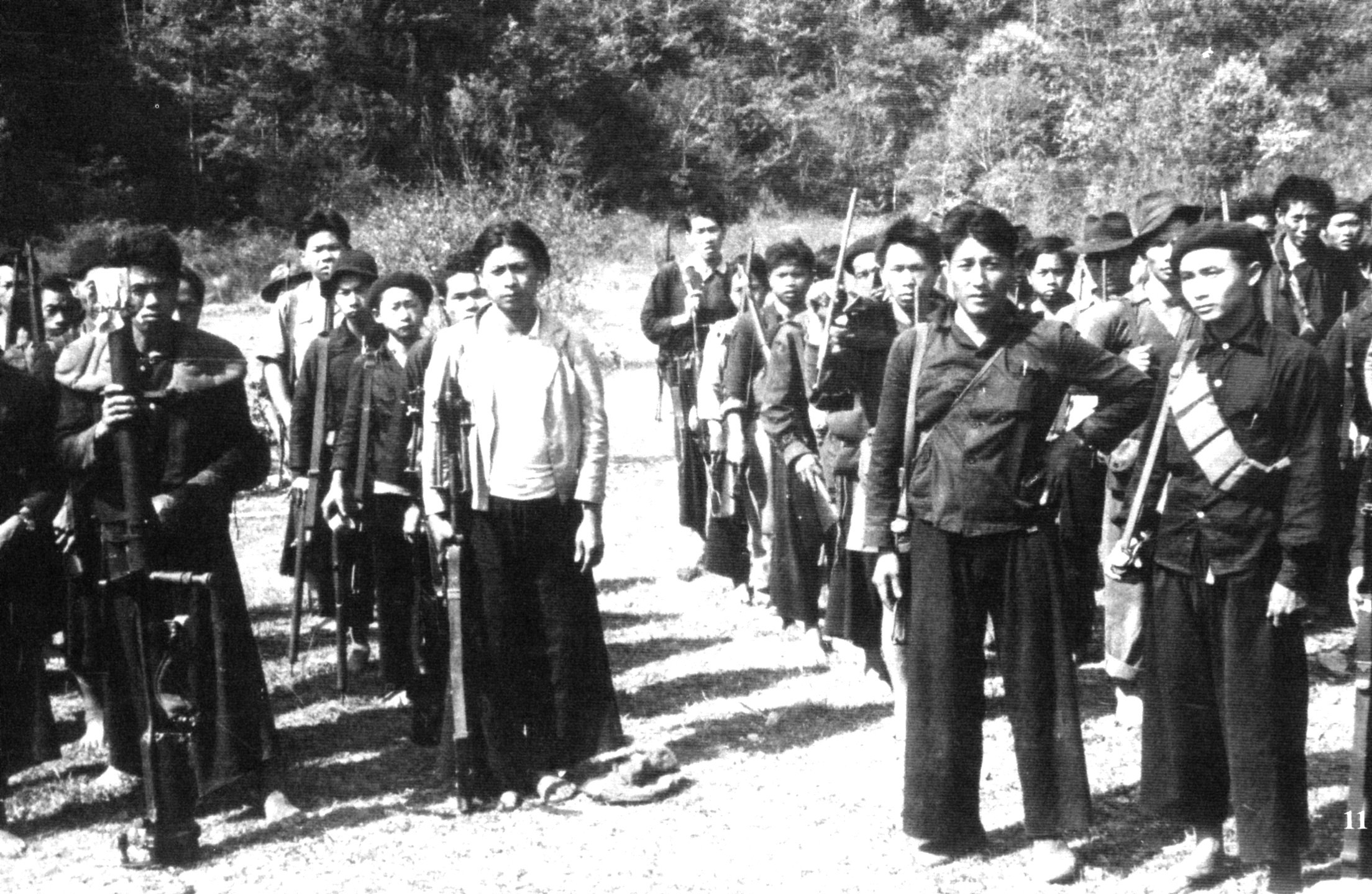
Партизаны из числа хмонгов

В 1960 году в Лаосе вспыхнула гражданская война между королевской властью, которую поддерживали США, Таиланд и Южный Вьетнам, и левыми партизанами, которых поддерживали Северный Вьетнам, СССР и Китай. Королевской армии помогали подготовленные американцами отряды хмонгов под командованием Ванг Пао, а также отдельные батальоны из числа яо, лао из южного Лаоса и ламет. Северовьетнамские войска широко использовали территорию Лаоса для поставок оружия и солдат по «тропе Хо Ши Мина» в Южный Вьетнам, на что американская авиация отвечала массированными бомбардировками.
В 1960—1975 годах наблюдалась интенсивная миграция сельского населения в крупнейшие города страны (особенно из зон проведения активных боёв и американских бомбардировок вдоль лаосско-вьетнамской границы). В целом эта миграция, вызванная военными действиями и различными социально-экономическими факторами, обеспечила более 2/3 пополнения городского населения Лаоса. В 1958—1975 годах население Вьентьяна выросло в три раза, Луангпхабанга — в четыре раза, Саваннакхета — в пять раз, Паксе — в шесть раз.
В феврале 1973 года было подписано соглашение, завершившее гражданскую войну. В 1974—1975 годах Лаос покинули значительные группы иностранцев — американцев, таиландцев, французов, японцев, вьетнамцев, китайцев и британцев. Весной — летом 1975 года левые силы заняли все ключевые города, включая Вьентьян, что вызвало массовое бегство лаосской элиты (коммерсантов, чиновников и военных, сотрудничавших с США). После отречения последнего короля и провозглашения Лаосской народно-демократической республики (1975) десятки тысяч хмонгов были вынуждены эмигрировать в США, однако значительная часть горцев продолжила вооружённую борьбу против новых властей страны. Лаосская армия при поддержке вооружённых сил Вьетнама развернула широкую кампанию по подавлению сопротивления хмонгов, что вызвало их массовое бегство из страны (крупнейшие диаспоры хмонгов расположены в США, особенно в округе Фресно, Франции и Таиланде).
По состоянию на 1978 год в стране проживало 3,550 млн человек. 73,6 % лаосцев относилось к тайской семье, 12,7 % — к группе палаунг-ва, 5,4 % — к группе мяо-яо, 5,1 % — к мон-кхмерской группе, 1,1 % — к вьетской группе, 1,1 % — к китайской группе, 0,7 % — к тибето-бирманской группе. Среди народов тайской семьи выделялись лао (64,8 % населения Лаоса), а также горные таи (8,4 %), шаны (0,3 %) и тайцы (0,1 %). Крупнейшими этническими группами в составе горных таи были тхай (6,2 %), лы (1,4 %) и юан (0,8 %).
Среди народов группы палаунг-ва выделялись кхму (9 %), путенг (1,7 %), ламет (1,4 %) и лава (0,6 %), среди народов группы мяо-яо — мяо (4 %) и яо (1,4 %), среди народов мон-кхмерской группы — горные кхмеры (4,8 %) и кхмеры (0,3 %). Крупнейшими этническими группами в составе горных кхмеров были суи (1,9 %), катанг (1,1 %), таой (0,6 %), талиенг (0,6 %), со (0,3 %) и алак (0,3 %). Среди народов тибето-бирманской группы выделялись лаху (0,4 %) и хани (0,3 %). Также в Лаосе проживали 40 тыс. вьетов, 40 тыс. китайцев, 2 тыс. индийцев и 2 тыс. бирманцев.
Весной 1979 года резко ухудшились отношения между Лаосом и Китаем, после чего страну покинуло значительное число как местных китайцев, так и китайских специалистов, работавших в Лаосе (включая китайские бригады, строившие автомобильные дороги в северном Лаосе). В 1981 году власти Лаоса приняли программу развития областей, населённых национальными меньшинствами, особенно хмонгами (до этого правительство не имело особого влияния в хмонгских районах страны). Власти взяли курс на создание государственных структур в хмонгских областях и улучшение условий жизни в этих регионах (особенно в области здравоохранения и образования).
С конца 1980-х годов власти Лаоса продвигали различные программы, направленные на ассимиляцию национальных меньшинств и переселение горцев в низинные области. Резолюция 1992 года расширила программу развития и на другие национальные меньшинства, кроме хмонгов, однако в ней же признавалось, что итоги программы 1981 года были неудовлетворительными и многие государственные органы пренебрегали её исполнением. С 2003 года правительство сосредоточило усилия на 72 приоритетных районах.
Тем не менее, многие правительственные программы лишь ухудшили положение национальных меньшинств, переселённых в речные долины, так как их поселения не были обеспечены надлежащей инфраструктурой, необходимой горцам для адаптации в новой окружающей среде. Например, многие горцы на новых местах заболели малярией, к которой не имели иммунитета. Власти больше интересовали переселение и дальнейшая ассимиляция горцев в лао-тайской культуре, чем повышение их благосостояния.
Согласно переписи населения 2005 года, в Лаосе проживало 5,6 млн человек. Крупнейшими народами страны являлись лао (54,6 %), кхму (10,9 %), хмонги (8 %), тайцы (3,8 %), пхутай (3,3 %), лы, или лу (2,2 %), маконги (2,1 %), катанги (2,1 %) и акха (1,6 %). Граждане Лаоса составляли 99,6 % населения страны. В религиозном отношении 66,8 % лаосцев исповедовали буддизм, 1,5 % — христианство, менее 1 % — бахаизм и ислам, около 30 % придерживались других верований и культов или были атеистами.
Среди экономически активного населения в возрасте старше 10 лет наибольшая безработица наблюдалась у самтао (2,7 %), лави (1,8 %), мой (1,4 %) и лао (1,2 %). Среднее число детей, которых рожала одна женщина, у хмонгов было 3,1, у маконгов и катангов — 2,8, у кхму и тайцев — 2,6, у пхутай и акха — 2,4, у лао — 1,9, у лы — 1,8. Средний возраст первых родов у лао и акха равнялся 23 годам, у пхутай, лы, кхму и маконгов — 22 года, у тайцев, катангов и хмонгов — 21 год. Пропорция рожавших женщин в возрасте 15—19 лет у хмонгов составляла 21 %, у маконгов — 19 %, у катангов — 16 %, у тайцев — 12 %, у акха и пхутай — 9 %, у лы — 8 %, у лао — 6 %.
По состоянию на 2006 год лао-тайская этно-языковая группа составляла 67 % населения Лаоса, мон-кхмерская — 21 %, хмонг-яо — 8 % и сино-тибетская — 3 %. Лао-таи представляют собой экономически и социально доминирующую над остальными народами группу, населяющую крупнейшие города и густонаселённые плодородные низменности. Автохтонные мон-кхмеры населяют возвышенные сельские районы в северном и южном Лаосе. Хмонг-яо и сино-тибетцы проживают в высокогорных районах на севере Лаоса. Среди национальных меньшинств широко распространены этнически гомогенные деревни. Крестьяне из числа лао-таи специализируются на выращивании риса на заливных полях, а среди национальных меньшинств преобладает культивирование суходольного риса и в изолированных районах — опийного мака.
Некоторые племена из числа национальных меньшинств ведут полукочевой образ жизни, перемещаясь в соседние районы после истощения их земельных участков. Многие народы, не относящиеся к лао-тайскому большинству, живут в изолированных областях без надлежащего транспортного, медицинского и образовательного обеспечения, они малограмотны и не знают лаосского языка, служащего языком межнационального общения. Около трети населения Лаоса живёт за чертой бедности, однако если среди лао-тайского большинства бедными являлись 25 % людей, то среди национальных меньшинств — более половины. В среднем по большинству показателей (доступ к образованию, медицине, электричеству) домашние хозяйства и деревни лао-таи более благоустроены, чем жилища и деревни национальных меньшинств.

### Перепись 2015 года
Согласно переписи населения 2015 года, в Лаосе проживало 6,5 млн человек (в 2005 году — 5,6 млн, в 1995 году — 4,6 млн). Граждане Лаоса составляли 99,3 % всего населения, иностранные граждане — 0,7 % (в том числе 18,9 тыс. граждан Вьетнама, 13,4 тыс. граждан Китая, 3,4 тыс. граждан Камбоджи, 3,3 тыс. граждан Таиланда, 2,8 тыс. граждан Мьянмы). Крупнейшими этно-лингвистическими группами были лао-тайская (62,4 %), мон-кхмерская (23,7 %), мяо-яо, или хмонг-мьенская (9,7 %) и сино-тибетская (2,9 %). 64,7 % лаосцев причисляли себя к буддистам, 1,7 % — к христианам, 33,6 % — к другим конфессиям, включая традиционные верования и культы, и к атеистам.
Среди отдельных народов перепись 2015 года выделила лао (53,2 %), кхму (11 %), хмонгов (9,2 %), пхутай (3,4 %), тайцев (3,1 %), маконгов (2,5 %), катангов (2,2 %), лы, или луэ (2 %), акха (1,8 %) и других (11,6 %). Среди небольших этнических групп выделялись иру, или йру (56,4 тыс.), суай (46,6 тыс.), таой (46 тыс.), пуной (39,2 тыс.), триенг (38,4 тыс.), три (37,4 тыс.), эвмиен, или эвмьен (32,4 тыс.), пхонг (30,7 тыс.), прай (28,7 тыс.), кату (28,4 тыс.), нхоаун (27,8 тыс.), брао (26 тыс.), харак (25,4 тыс.), ой (23,5 тыс.), пако, или пакох (22,6 тыс.), ламед (22,4 тыс.), лаху (19,2 тыс.), крианг (16,8 тыс.), тай-неа (14,1 тыс.), хор (12,1 тыс.), яэ, или йаэ (11,4 тыс.), сингмун (9,9 тыс.), нхахеун (9 тыс.), ченг (8,7 тыс.), кхмеры (7,1 тыс.), янг, или йанг (5,8 тыс.), саек (3,8 тыс.), тум (3,6 тыс.), самтао (3,4 тыс.), сила (3,1 тыс.), бид (2,4 тыс.), лоло (2,2 тыс.), лави (1,2 тыс.), кри (1,1 тыс.), саданг (0,9 тыс.), нгуан (0,9 тыс.), тхаен (0,8 тыс.), мой (0,8 тыс.), хайи (0,7 тыс.), оду (0,6 тыс.).
| Этно-лингвистическая группа | Основные народы и этнические группы |
| --------------------------- | --- |
| Лао-тайская                 | Лао, пхутай, тай, лы, нхоаун, тай-неа, янг и саек |
| Мон-кхмерская               | Кхму, маконг, катанг, иру, суай, таой, триенг, три, пхонг, прай, кату, брао, харак, ой, пако, ламед, крианг, яэ, сингмун, нхахеун, ченг, кхмеры, тум, самтао, бид, лави, кри, саданг, нгуан, тхаен, мой, хайи и оду |
| Хмонг-мьенская              | Хмонг и эвмиен |
| Сино-тибетская              | Акха, пуной, лаху, хор, сила, лоло и хайи |

Если в среднем по стране уровень грамотности составлял 90 % у мужчин и 79 % у женщин, то среди народов лао-тайской группы — 95 % и 92 % соответственно, у народов мон-кхмерской группы — 81 % и 71 %, у народов хмонг-мьенской группы — 81 % и 70 %, у народов сино-тибетской группы — 57 % и 47 %. Грамотность колебалась от 93,3 % у лао до 24,2 % у лаху, 33,8 % у сила, 35,4 % у три и 36,2 % у акха. Среди лаху 63 % никогда не посещали школу, среди три — 54 %, среди сила — 53 %, среди акха и лоло — 50 %, среди катангов — 41 %.
Самый высокий уровень бедности в Лаосе наблюдается в сельской местности, причём уровень бедности в горных районах, где преобладают национальные меньшинства, более чем вдвое превышает уровень бедности в низменных областях, где преобладают народы лао-тайской группы. Многие малые народы не говорят на лаосском языке, что ограничивает их контакты с соседними народами, центральными властями и поставщиками услуг (в том числе с врачами и учителями, работающими среди национальных меньшинств).
В последние десятилетия наблюдается снижение уровня бедности по всей стране, но в городах и районах, примыкающих к границе с Таиландом, этот процесс идёт более быстрыми темпами, чем в горных северных и восточных областях. Средний возраст вступления женщин в брак составляет 19 лет, однако у народов хмонг-мьенской группы он снижается до 17,5 лет.

## Расселение и миграции

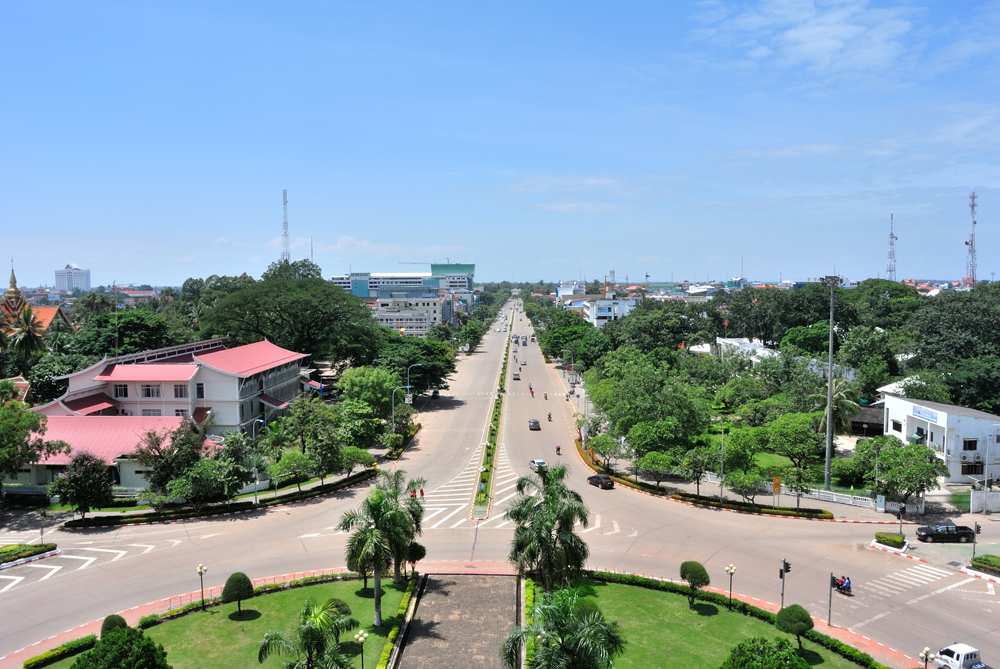
Вьентьян

Подавляющее большинство населения Лаоса сосредоточено в западной части страны, в долине Меконга и его притоков. Горные районы, составляющие свыше половины территории страны, заселены слабо. Если в горных провинциях Сайсомбун и Пхонгсали в 2015 году плотность населения составляла 10 и 11 человек на квадратный километр соответственно, то в столичной префектуре Вьентьян, расположенной в долине Меконга — 209 человек на квадратный километр. Согласно переписи населения 2015 года, в провинции Саваннакхет проживало приблизительно 15 % общей численности населения Лаоса (970 тыс.), в столичной префектуре Вьентьян — почти 13 % (821 тыс.), в провинции Тямпасак — около 11 % (694 тыс.).
В Лаосе наблюдается устойчивая миграция из сельской местности в города и из горных провинций в равнинные. Больше всего сельских жителей оседает во Вьентьяне и пригородных районах провинции Вьентьян (преобладают выходцы из северных провинций, за ними следуют уроженцы Центрального и Южного Лаоса). Кроме того, значительный прирост численности населения имел место в провинциях Секонг, Сайсомбун, Аттапы, Бокэу и Сараван, наибольший отток — из провинций Хуапхан, Луангпхабанг, Сиангкхуанг и Пхонгсали.
Согласно переписи 2015 года, около 17 % жителей Лаоса в течение своей жизни становились внутренними мигрантами, то есть навсегда переезжали из одного региона страны в другой (в столичной префектуре Вьентьян этот показатель равнялся 38 %, то есть 4 из 10 жителей столицы родились в других провинциях). Между 2005 и 2015 годами около 7 % лаосцев стали внутренними мигрантами (4 % переехали из одной провинции в другую и 3 % переместились внутри своей провинции), а 1 % стал международными мигрантами, то есть приехал в Лаос из-за границы. Некоторые миграционные волны носят временный характер и связаны с развитием в горных провинциях крупных экономических проектов (строительство гидроэлектростанций, мостов и туннелей, разработка месторождений полезных ископаемых или лесных ресурсов).
Международная миграция включает перемещение как иностранных граждан, так и ранее выехавших лаосцев, которые вернулись из-за рубежа. Между 2005 и 2015 годом 37 % мигрантов прибыло в Лаос из Таиланда, 26 % — из Вьетнама, 23 % — из Китая, 6 % — из Мьянмы, 1 % — из Камбоджи, 3 % — из других стран Азии и 4 % — из других стран мира. Кроме того, довольно активна нелегальная иммиграция, особенно через лаосско-таиландскую границу (многие лаосцы отправляются в Таиланд на сезонные заработки).

## Основные этнические группы
Этнографы делят народы Лаоса по лингвистическому признаку на основные языковые семьи и группы — тайскую, мяо-яо, мон-кхмерскую и тибето-бирманскую; особняком стоят вьетская и китайская группы. Кроме того, в самом Лаосе принято делить всё население на три группы по месту проживания — лао-лумы, лао-тхынги (или лао-тенги) и лао-сунги (или лао-санги).

### Этно-лингвистическое деление
Лао (этнографическая группа лао-пунгкао) составляют более половины населения страны и населяют все речные долины Лаоса. Они родственны лао соседнего Таиланда, которые образуют несколько групп — лао-понгдам, или пунгдам (бассейн верхней Чаупхраи на севере страны), лао-кланг (плоскогорье Корат на северо-востоке страны), лао-юань, лао-вьен и лао-сонгдам. По антропологическим признакам лао принадлежат к южномонголоидному или южноазиатскому типу, но у них более светлая пигментация, чем у тайцев и бирманцев. Лао сосредоточены в западной части Лаоса, вдоль границы с Таиландом, главным образом в плодородных и экономически развитых долинах Меконга и его основных притоков. Они составляют большинство во всех крупных городах и во многих провинциях страны (кроме всех северных провинций, провинций Сиангкхуанг, Боликхамсай и Сайсомбун в центральном Лаосе и провинций Секонг и Аттапы в южном Лаосе). Исповедуют буддизм, небольшая часть горожан — католики.
Лао по диалектам (наречиям) лаосского языка делятся на северных, центральных и южных. Центральный диалект также известен как «вьентьянский говор», а южный диалект — как «говор паксе» (по названию крупного южного города Паксе). Диалекты лаосского языка отличаются друг от друга фонетически, качеством и количеством тонов. Кроме того, имеется регулярное чередование согласных и гласных в различных диалектах и немалое число лексических расхождений, которые касаются названий предметов быта, орудий труда, растений и животных. Носители различных диалектов свободно понимают друг друга, но возможны некоторые трудности при контактах северных и южных лао.
Горные таи (горные тхай) родственны горным таи северного Вьетнама, они живут в изолированных межгорных котловинах выше лао, а также в горных долинах и на плодородных горных плато. Горные таи делятся на ряд групп (крупнейшие — тхай, лы и юан), которые в свою очередь распадаются на мелкие подразделения и племена. Например, среди тхай выделяются тхай-ныа, или нуа, чёрные тхай, белые тхай, красные тхай, пху-тхай и другие. У чёрных тхай, лы (лу) и пху-тхай преобладают большие деревни, насчитывающие по нескольку десятков домов, для других групп характерны небольшие посёлки и хутора до 10 домов. Часть горных таи названы по женской одежде с преобладанием традиционных цветов у той или иной группы. Большинство исповедует традиционные верования, имеется значительная группа буддистов.
Горные кхмеры проживают изолированными группами главным образом в южном и центральном Лаосе, вдоль границы с Вьетнамом и Камбоджей. Они объединяют ряд близких между собой народностей — со, боловенов, суи (лавенов), мнонгов, бру (брао, или ванкьеу), кату (катангов), таой, суай (суой, или куи), талиенгов, алаков, седанов, кхатху, сок и сапуанов. У части горных кхмеров сохраняются пережитки родо-племенных отношений. Большинство исповедует традиционные верования и племенные культы, имеется значительная группа буддистов. Горные моны, близкие к горным кхмерам по языку и культуре, объединяют несколько народностей этно-лингвистических групп палаунг-ва и кхмуйской — кхму, путенг (футенг), кса, ламет, лава, синьмун (пуок), ной, касенг, кобит, кхуэн. Они живут главным образом в северной части Лаоса; значительная часть горных монов придерживается традиционных верований и культов с элементами анимизма, остальные — буддизма ветви тхеравада.
В Лаосе принято несколько иное, лингвистическое деление мон-кхмерской группы на восемь подгрупп: 1) кхму (камму), тхаен (тхен), бид (бит), ламед (ламет) и самтао; 2) маконг, катанг, три, таой, кату, крианг, суэй (сюай) и пако; 3) иру, ой, нхахеун (нхахоэн) и ченг; 4) талиенг (триенг), яэ (ие), харак (халак) и лави; 5) тум, нгуан, меуанг и кри; 6) брао (брау) и саданг; 7) прай, сингмун и фонг; 8) кхмеры. Различия между мон-кхмерскими языками столь велики, что их носители совсем не понимают друг друга.
Основным занятием горных монов и горных кхмеров является земледелие; большинство мон-кхмерских народов выращивает суходольный рис, однако кхму и некоторые другие народы практикуют на удобных для обработки участках поливное рисоводство. В качестве подсобных промыслов распространены охота, рыболовство и собирательство; ламеты изготавливают изделия из бамбука и ротанга; халанги, брао, кхатху и алаки примитивным способом добывают и обрабатывают железную руду и золото. У многих мон-кхмеров отсутствуют ткачество, гончарное и кузнечное дело, всё нужное для быта они выменивают или приобретают у лао, проживающих в долинах. По образу жизни многие мон-кхмерские народы центрального и южного Лаоса мало чем отличаются от лао, которые оказывают большое влияние на их культуру.
Народы группы мяо-яо живут в северном и северо-восточном Лаосе, вдоль границы с Китаем и Вьетнамом. У них сохраняются элементы родо-племенных отношений, подавляющее большинство мяо и яо придерживаются традиционных верований и культов. Народы тибето-бирманской группы живут на крайнем северо-западе страны, вдоль границы с Мьянмой и Китаем. По культуре лаху и хани близки к своим соседям — горным монам и мяо-яо. Придерживаются традиционных верований и культов. К хани близки акха, уни, коте и кхапе.
Для народов группы мяо-яо характерны сильные связи с районами расселения сородичей в Китае, Мьянме и Вьетнаме; они часто пересекают лаосскую границу через труднодоступные перевалы и по речным ущельям. Среди яо, раньше переселившихся в Лаос, более распространено лао-тайское культурное влияние, а в культуре мяо более заметно китайское и вьетнамское влияние. Мяо широко практикуют культивирование опийного мака, среди яо распространена ловля рыбы в горных реках с помощью лотков.
Деревни мяо преимущественно небольшие, яо живут в более крупных поселениях. Большинство деревень расположено на горных склонах и вершинах. Во время гражданской войны многие мяо были вынуждены бежать в долины, где с трудом переносили непривычные для себя климатические условия (тысячи мяо умерли от голода и болезней). Высокогорные деревни акха и лаху состоят из 20—30 домов, хани расселены небольшими хуторами в окружении поселений горных таи и горных монов. Лаху и хани возделывают поля в узких долинах и на террасированных склонах. Хотя среди хани преобладают моногамные семьи, нередко встречается и многожёнство.
В труднодоступных высокогорных районах, которые слабо связаны с густонаселёнными земледельческими и торговыми центрами, национальные меньшинства (народы группы мяо-яо и тибето-бирманской группы) придерживаются буддизма в сочетании с традиционными верованиями и культами либо вовсе не исповедуют его. До середины 1970-х годов многие лаосцы, особенно среди малых народов, причисляли себя к буддистам лишь формально, поскольку буддизм являлся государственной религией.
Традиционные верования и культы распространены среди малых народов страны преимущественно в северных высокогорных районах, а также вдоль горной цепи на границе с Вьетнамом. Наибольшее распространение местные верования и культы имеют среди горных таи, горных кхмеров, горных монов, народов группы мяо-яо и тибето-бирманской группы. Среди традиционных верований выделяются культ предков семьи, деревни и племени, культ домашнего очага, почитание духов-покровителей рек, источников, высоких деревьев, лесов и гор (особенно почитание «священной рощи»), а также духов животных (свиньи, курицы). С местными культами связаны обычаи подпиливания зубов у женщин и нанесения татуировки у мужчин. Среди многих национальных меньшинств распространён обычай ритуального жертвоприношения быков.
В городах, особенно во Вьентьяне, Паксе, Саваннакхете и Луангпхабанге проживают группы вьетов, китайцев, тайцев, камбоджийцев, индийцев и бирманцев. Среди них существует некоторая специализация: торговлей занимаются преимущественно китайцы и индийцы, в ремесленных мастерских и на кустарных производствах заняты вьеты, велорикшами работают главным образом тайцы. В последние годы растёт число специалистов-экспатов из числа японцев, американцев и европейцев.

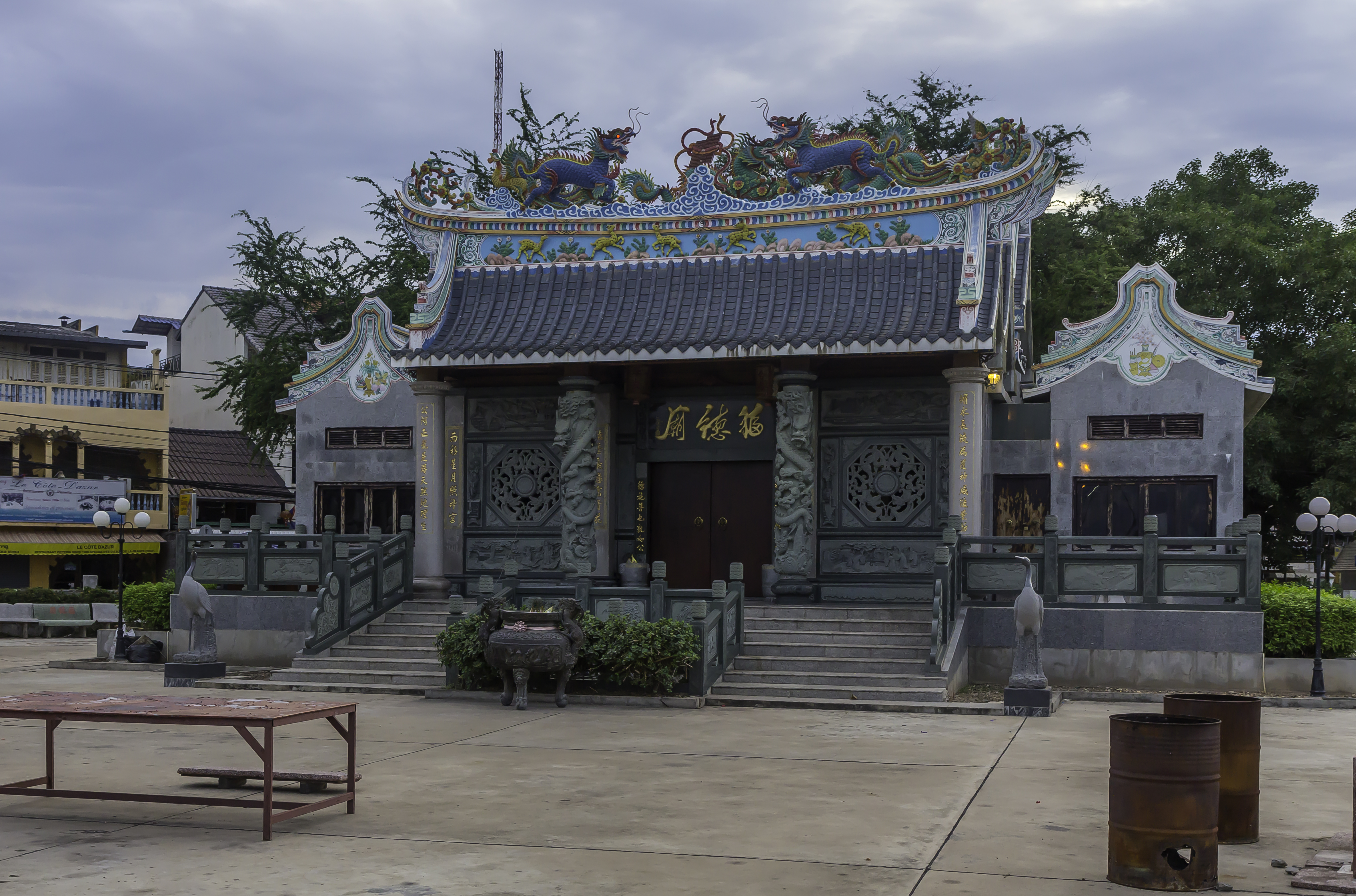
Китайский храм во Вьентьяне

Китайские купцы издавна посещали Лаос, следуя с торговыми караванами из соседних Дайвьета, Сиама и Камбуджадеши. В равнинных районах Сиама и Лаоса селились преимущественно китайцы из юго-восточной части Китая (Гуандуна и Фуцзяни), а в горных районах оседали китайцы из Юньнани, известные как хо (большинство из них были мусульманами и говорили на своём диалекте).
До второй половины XIX века китайская община Лаоса была довольно малочисленной и состояла из потомков китайцев, осевших здесь ещё в XV—XVII веках. С расширением торговли между Китаем и Лаосом община несколько выросла, в крупнейших городах страны появились лавки, склады и ростовщические конторы хуацяо. С установлением французского господства Лаос оставался наименее освоенным китайцами регионом Индокитайского союза. К началу 1920-х годов в Лаосе проживало всего около 7 тыс. китайцев, которые занимались главным образом розничной торговлей, финансовыми операциями и рисоочисткой.
Большинство местных китайцев относились к категории «восточных иностранцев», остальные были либо гражданами Франции, либо гражданами Китая. В период существования королевства Лаос власти ограничивали экономическую и политическую активность китайцев, которые в большинстве своём были лояльны правящему режиму, слабо интегрированы в местную социальную среду и сосредоточены на внутриобщинных интересах. После победы коммунистов в 1975 году страну покинула значительная часть зажиточных китайцев и китайских метисов. В первой половине 1980-х годов в Лаосе проживало около 40 тыс. китайцев. Большинство из них были объединены в различные земляческие, диалектные и профессиональные ассоциации (хуэйгуань). Изолированные деревни народности хо сохранились в провинции Пхонгсали.

### Зональное деление

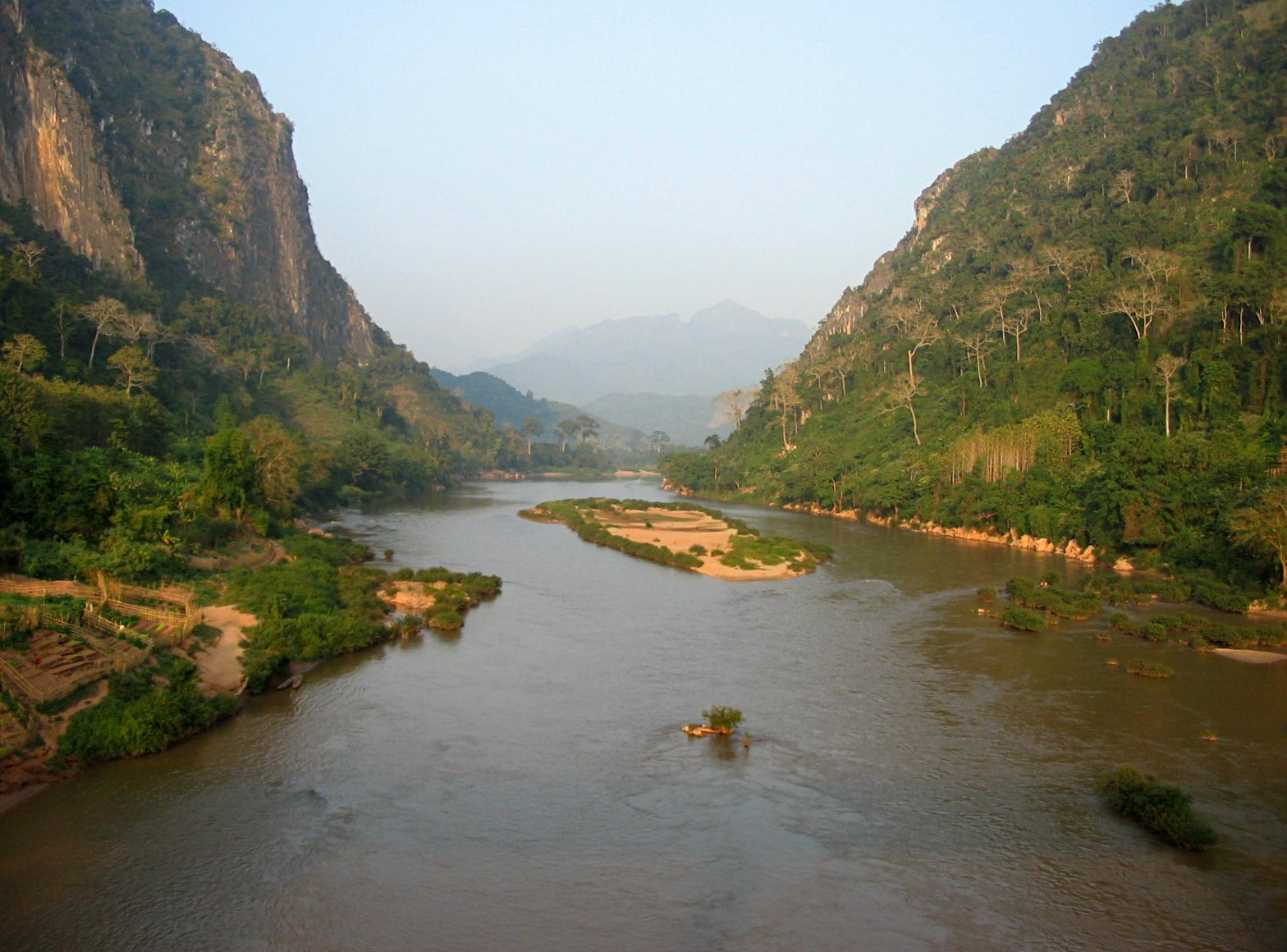
Речная долина в северном Лаосе

В расселении народов Лаоса наблюдается ярко выраженная вертикальная зональность. В плодородных долинах рек сосредоточены лао и близкие им таи. Выше проживают горные таи (северо-восточный Лаос), народы группы палаунг-ва (северо-западный Лаос) и горные кхмеры (юго-восточный Лаос). Ещё выше живут мяо (мео), яо (ман, зао) и тибето-бирманские народы.
Лао-лумы («низинные лао») являются наиболее многочисленной зональной группой Лаоса. К ним относятся лао и родственные им горные таи, перебравшиеся в долины — тай-кхао, тай-дам, тай-денг, пху-тай, тай-нуа, тай-фонг, лы (тай-лу), юан. Лао-лумы проживают преимущественно в долине Меконга и его притоков. Их предки пришли на территорию современного Лаоса в VI—VII веках с Юньнаньского нагорья.
Лао-тхынги, или лао-тенги («верхние лао») населяют склоны гор и небольшие горные плато в центральном и южном Лаосе. К ним относятся горные кхмеры (суи, или лавен, катанги, таой, талиенг, или тариенг, со, алак, брао, куи, седан, боловен, лаве, нгхе, нхахун) и горные моны (кхму, или кхаму, путенг, ламет, лава, касенг, фу, или фу-тенг, ной, кобит, кса). Все они говорят на мон-кхмерских языках австроазиатской семьи, которые включают в свой состав бахнарскую, вьетскую, катуйскую, кхмуйскую, пакохскую группы и группу палаунг-ва, и являются древнейшими (автохтонными) жителями страны.
Лао-сунги («вершинные лао») проживают в наиболее труднодоступных горных районах северного и центрального Лаоса. К ним относятся народы группы мяо-яо: мяо (мео), яо (йао, или ман), хмонги, хо, мусо (мусэ), лантен; и народы тибето-бирманской группы: лаху, хани (хуни, или эни), акха, и (лоло), сенгсили (сингсили), хайи, сила. Первые поселения яо образовались в северном Лаосе ещё в IX—X веках, а предки мяо пришли в северный и центральный Лаос в XVII—XVIII веках из южного и западного Китая.
Деление лаосцев на три зональные группы и введение в их названия термина «лао» появились в период борьбы за независимость. Новая классификация противопоставляла крупные зональные группы классификации по мелким племенам и этническим группам, принятой в период французского правления. К началу 1970-х годов лао-лумы составляли примерно 73 % всего населения Лаоса (более 1,9 млн лао и 300 тыс. горных таи), лао-тенги — около 21 % (примерно 400 тыс. горных монов, 200 тыс. горных кхмеров и небольшая группа кхмеров), лао-сунги — около 4 %. Кроме них в низинных районах проживало более 100 тыс. представителей некоренных народов (вьетнамцев, китайцев и других).

### Этническое и территориальное неравенство
Нередко территориальное и зональное размещение населения определяет уровень бедности и неравенства лаосцев. Зональное расселение тесно коррелируется с этнической принадлежностью, поэтому трудно отделить локализацию и среду обитания от членства в определённой этнической группе. Лао-тайское большинство, составляющее приблизительно две трети всего населения страны, в основном занимает плодородные низменности и имеет матрилокальную общественную организацию.
Другие этнические группы, включая народы хмонг-мьенской группы, живут главным образом на возвышенностях (за исключением тех, кто решил мигрировать в низинные районы и большие города). Они практикуют подсечно-огневое земледелие и имеют патрилокальную форму социальной организации. Из-за территориальной отдалённости и сложного рельефа национальные меньшинства, живущие на высокогорье, имеют плохой доступ к медицинскому обслуживанию и качественному образованию, занимаются более тяжёлой и низкооплачиваемой работой.
Уровень бедности в сельских районах с плохим дорожным покрытием, которые охватывают большую часть высокогорных областей, в 2007—2008 годах составлял 42,6 % (в городах этот показатель равнялся 17,4 %). Сельские районы, расположенные на низменности, и соответственно народы лао-тайской группы ощутили в последние десятилетия самое значительное снижение уровня бедности, в то время как деревни, расположенные на возвышенности, и народы хмонг-мьенской группы имели минимальные темпы снижения уровня бедности. Более того, среди народов сино-тибетской группы, также проживающих в высокогорных районах, местами уровень бедности даже увеличился.
Традиционное жилище национальных меньшинств
Индикаторы сексуального и репродуктивного здоровья также варьируются в зависимости от места жительства и этнической принадлежности. У народов лао-тайской группы суммарный коэффициент рождаемости в первом десятилетии XXI века составлял 2,6, у народов хмонг-мьенской группы — 5,5 (самый высокий показатель среди всех групп Лаоса). Другие индикаторы (использование средств контрацепции, потребности при планировании семьи, квалифицированная помощь при родах, рождение ребёнка в раннем возрасте) также свидетельствуют, что народы лао-тайской группы находятся в более благоприятных условиях, чем народы хмонг-мьенской группы (между этими двумя полярными группами расположены народы мон-кхмерской и сино-тибетской групп).
Почти по всем индикаторам народы хмонг-мьенской группы находятся в самом невыгодном положении. Желаемый размер семьи среди хмонг-мьенов намного выше остальных этнических групп Лаоса. Например, 52 % женщин хмонг-мьенской группы с тремя детьми хотят ещё больше детей, в то время как этот же показатель среди лао-тайских женщин составляет только 17 %. Даже имея четырёх детей, почти 30 % женщин хмонг-мьенской группы хотят ещё детей (среди лао-тайских женщин этот показатель составляет 12 %).
Женщины из национальных меньшинств (мон-кхмерской, хмонг-мьенской и сино-тибетской групп) находятся в худшем положении, чем женщины лао-тайской группы. После брака они переселяются на земли мужа и во многом зависят от него. Кроме домашнего хозяйства они заняты тяжёлым сельскохозяйственным трудом на горных склонах, имеют ограниченные возможности получать образование и медицинскую помощь, в связи с высокой неграмотностью для них доступны лишь низкооплачиваемые вакансии. Среди женщин из национальных меньшинств выше доля ранних браков, материнской смертности и матерей, оставшихся без материальной помощи. Многие женщины высокогорных районов не знают лаосского языка, что мешает им в полной мере пользоваться социальной защитой или услугами акушеров.

## Регионы
Лаос делится на три основных региона — северный, центральный и южный. В состав северного Лаоса входят провинции Пхонгсали, Луангпхабанг, Удомсай, Луангнамтха, Бокэу и Хуапхан, в состав центрального Лаоса — провинции Сайнябули, Вьентьян, Сайсомбун, Сиангкхуанг, Боликхамсай, Кхаммуан и столичная префектура Вьентьян, в состав южного Лаоса — провинции Саваннакхет, Сараван, Секонг, Аттапы и Тямпасак.

### Северный Лаос
Согласно переписи 2015 года, в Луангпхабанге проживало 431,9 тыс. человек, в Удомсае — 307,6 тыс., в Хуапхане — 289,4 тыс., в Бокэу — 179,3 тыс., в Пхонгсали — 178 тыс., в Луангнамтхе — 175,7 тыс. человек.
По состоянию на 1995 год в провинции Луангпхабанг кхму составляли 45,9 % всего населения, лао — 28,6 %, хмонги — 15,2 %; в провинции Удомсай кхму составляли 57,7 % всего населения, хмонги — 13,1 %, лы — 12,2 %; в провинции Хуапхан пху-тхай составляли 31,5 % всего населения, лао — 30 %, хмонги — 20,3 %; в провинции Бокэу кхму составляли 23,8 % всего населения, лы — 20,6 %, лао — 13,4 %; в провинции Пхонгсали кхму составляли 24,4 % всего населения, акха — 20 %, сингсили — 19,4 %; в провинции Луангнамтха кхму составляли 24,7 % всего населения, акха — 23,9 %, лы — 15,8 %.
| Этническая группа | Вероисповедание                                                                                        | Район расселения |
| ----------------- | --- | --- |
| Горные моны       | Приверженцы традиционных верований, значительная часть — буддисты                                      | Крупнейшими народами и этническими группами являются кхму (му, или кхамук), путенг (фу-тенг), ламет, кха (кса), лава, синьмун, кхуэн, кон и дой. Проживают в горных районах всех провинций региона, являются самой большой этнической группой в провинциях Удомсай и Луангпхабанг.                                                                      |
| Лао               | Буддисты (тхеравада течения маханикай) с элементами традиционных верований, небольшая часть — католики | Значительные группы проживают в провинциях Луангпхабанг, Хуапхан и Бокэу. |
| Мяо и яо          | Приверженцы традиционных верований, небольшая часть — христиане                                        | Крупнейшим народом среди мяо являются хмонги. Проживают в высокогорных районах провинций Луангпхабанг, Удомсай, Хуапхан, Луангнамтха и Пхонгсали, преимущественно вдоль границы с Мьянмой, Китаем и Вьетнамом. |
| Горные таи        | Приверженцы традиционных верований, значительная часть — буддисты                                      | Крупнейшими народами и этническими группами являются лы (луэ, или тай-лу), пху-тхай (пху-тай, или фу-тай), тай-кхао (белые таи), тай-дам (чёрные таи) и тай-денг (красные таи). Проживают в горных районах провинции Хуапхан вдоль границы с Вьетнамом, значительные группы имеются в провинциях Бокэу, Удомсай, Луангнамтха, Луангпхабанг и Пхонгсали. |
| Акха и хани       | Приверженцы традиционных верований                                                                     | Проживают в высокогорных районах провинций Луангнамтха и Пхонгсали вдоль границы с Китаем и Вьетнамом. К акха близки и (лоло, сингсили, или синсали). |
| Лаху              | Приверженцы традиционных верований                                                                     | Проживают в высокогорных районах провинций Бокэу и Луангнамтха вдоль границы с Мьянмой. |
| Китайцы           | Буддисты (махаяна), часть — католики, конфуцианцы и даосы                                              | Проживают в Луангпхабанге и других крупных городах региона. |

### Центральный Лаос
Согласно переписи 2015 года, в префектуре Вьентьян проживало 820,9 тыс. человек, в провинции Вьентьян — 419,1 тыс., в Кхаммуане — 392,1 тыс., в Сайнябули — 381,3 тыс., в Боликхамсае — 273,7 тыс., в Сиангкхуанге — 244,7 тыс., в Сайсомбуне — 85,2 тыс. человек.
По состоянию на 1995 год в столичной префектуре Вьентьян лао составляли 92,6 % всего населения, пху-тхай — 3,1 %, хмонги — 1,4 %; в провинции Вьентьян лао составляли 63,8 % всего населения, пху-тхай — 14 %, кхму — 12,5 %; в провинции Кхаммуан лао составляли 59,4 % всего населения, пху-тхай — 21,7 %, маконги — 13,4 %; в провинции Сайнябули лао составляли 63,4 % всего населения, кхму — 9 %, лы — 8,1 %; в провинции Боликхамсай пху-тхай составляли 41 % всего населения, лао — 40,2 %, хмонги — 9,2 %; в провинции Сиангкхуанг лао составляли 44,3 % всего населения, хмонги — 34,2 %, пху-тхай — 10,2 %; в провинции Сайсомбун хмонги составляли 53,7 % всего населения, лао — 19,4 %, кхму — 16,7 %.
| Этническая группа | Вероисповедание                                                                                        | Район расселения |
| ----------------- | --- | --- |
| Лао               | Буддисты (тхеравада течения маханикай) с элементами традиционных верований, небольшая часть — католики | Составляют большинство во всех провинциях региона, за исключением Сиангкхуанг, Боликхамсай и Сайсомбун. |
| Горные таи        | Приверженцы традиционных верований, значительная часть — буддисты                                      | Крупнейшими народами и этническими группами являются пху-тхай (пху-тай, или фу-тай), лы (луэ, или тай-лу), тай-нуа и тай-фонг. Проживают в восточной гористой части провинций Сиангкхуанг, Боликхамсай и Кхаммуан, отдельные группы имеются в провинциях Вьентьян и Сайнябули, а также во Вьентьяне. |
| Мяо и яо          | Приверженцы традиционных верований                                                                     | Крупнейшим народом среди мяо являются хмонги. Проживают в высокогорных районах провинций Сайсомбун (составляют большинство в этой провинции), Сиангкхуанг, Боликхамсай и Кхаммуан вдоль границы с Вьетнамом, отдельные группы имеются во Вьентьяне и Сайнябули.                                      |
| Горные моны       | Приверженцы традиционных верований, значительная часть — буддисты                                      | Крупнейшим народом являются кхму. Значительные группы горных монов проживают в провинциях Вьентьян, Сайсомбун и Сайнябули. |
| Горные кхмеры     | Приверженцы традиционных верований, значительная часть — буддисты                                      | Крупнейшим народом являются маконги. Значительные группы горных кхмеров проживают в провинции Кхаммуан. |
| Китайцы           | Буддисты (махаяна), часть — католики, протестанты, конфуцианцы и даосы                                 | Проживают во Вьентьяне, Пхонсаване и других крупных городах региона. |
| Вьеты             | Буддисты (махаяна), часть — католики                                                                   | Проживают во Вьентьяне и других крупных городах региона. |
| Тамилы            | Индуисты                                                                                               | Проживают во Вьентьяне и других крупных городах региона. |

### Южный Лаос
Согласно переписи 2015 года, в Саваннакхете проживало 969,7 тыс. человек, в Тямпасаке — 694 тыс., в Сараване — 397 тыс., в Аттапы — 139,6 тыс., в Секонге — 113,2 тыс. человек.
По состоянию на 1995 год в провинции Саваннакхет лао составляли 57,5 % всего населения, пху-тхай — 18,9 %, катанги — 8,7 %; в провинции Тямпасак лао составляли 84,8 % всего населения, лави — 4,9 %, суэй — 2,4 %; в провинции Сараван лао составляли 60 % всего населения, катанги — 13,3 %, суэй — 8,1 %; в провинции Аттапы лао составляли 36,9 % всего населения, лави — 17,4 %, ой — 16,4 %; в провинции Секонг кату составляли 24,3 % всего населения, талиенг — 21,8 %, халак — 15,5 %.
| Этническая группа | Вероисповедание | Район расселения |
| ----------------- | --- | --- |
| Лао               | Буддисты (тхеравада течений маханикай и дхаммаютникай) с элементами традиционных верований, небольшая часть — католики | Составляют большинство в провинциях Тямпасак, Сараван и Саваннакхет, значительные группы проживают в провинции Аттапы. |
| Горные кхмеры     | Приверженцы традиционных верований, значительная часть — буддисты                                                      | Крупнейшими народами и этническими группами являются катанги, маконги, суэй (суай), таой, кату, талиенг (трианг), ой, харак (халак), брао (брау) и лави. Составляют большинство в провинциях Аттапы и Секонг, значительные группы проживают в провинциях Сараван, Саваннакхет и Тямпасак (главным районом проживания горных кхмеров является плато Боловен). |
| Горные таи        | Приверженцы традиционных верований, значительная часть — буддисты                                                      | Крупнейшим народом являются пху-тхай (пху-тай, или фу-тай). Проживают в северо-восточной части провинции Саваннакхет. |
| Кхмеры            | Буддисты (тхеравада)                                                                                                   | Проживают в южной части провинции Тямпасак вдоль границы с Камбоджей. |
| Китайцы           | Буддисты (махаяна), часть — католики, протестанты, конфуцианцы и даосы                                                 | Проживают в Паксе и других крупных городах региона. |

## Список народов и этнических групп
Народы в таблице расположены в алфавитном порядке, их численность приведена по состоянию на 2010 год.
| Народ или этническая группа | Численность тыс. чел. | Языковая группа        | Вероисповедание                                                                        | Район расселения |
| --- | --------------------- | ---------------------- | -------------------------------------------------------------------------------------- | --- |
| Акеу, или аке | 2,8                   | Тибето-бирманская      | Культ предков и анимизм                                                                | Пхонгсали, район Гноту |
| Акха-боче | 0,7                   | Тибето-бирманская      | Анимизм, культ предков и буддизм (тхеравада)                                           | Луангнамтха, районы Синг и Лонг |
| Акха-копиен (включая субгруппы копиен-ниай и копиен-ной) | 0,7                   | Тибето-бирманская      | Анимизм, культ предков и буддизм (тхеравада)                                           | Луангнамтха, район Синг |
| Акха-копхе | 1,5                   | Тибето-бирманская      | Анимизм и культ предков                                                                | Луангнамтха |
| Акха-лило | 2,1                   | Тибето-бирманская      | Анимизм и культ предков                                                                | Луангнамтха |
| Акха-лума | 3,5                   | Тибето-бирманская      | Анимизм и культ предков                                                                | Пхонгсали, район Бунтай |
| Акха-нукуй | 9,8                   | Тибето-бирманская      | Анимизм, культ предков и шаманизм                                                      | Пхонгсали, районы Буннуа, Бунтай и Пхонгсали |
| Акха-нучи | 6,3                   | Тибето-бирманская      | Анимизм, культ предков и шаманизм                                                      | Пхонгсали, районы Сампхан, Бунтай и Буннуа |
| Акха-ома | 2,1                   | Тибето-бирманская      | Анимизм, культ предков и шаманизм                                                      | Пхонгсали, район Бунтай |
| Акха-пули (включая субгруппы пули-ниай, пули-ной, дантсэ и битсэ)                                                                                               | 63,3                  | Тибето-бирманская      | Анимизм, культ предков и христианство                                                  | Луангнамтха (районы Лонг, Синг и Вьенгпхукха), Пхонгсали (районы Кхоа и Сампхан), Удомсай (район Намо), Бокэу (район Меунг)                                                                        |
| Акха-хапо (включая субгруппы хапо-ниай и хапо-ной) | 0,5                   | Тибето-бирманская      | Анимизм, культ предков и буддизм (тхеравада)                                           | Луангнамтха, район Лонг |
| Акха-чичо | 1,4                   | Тибето-бирманская      | Анимизм, культ предков и буддизм (тхеравада)                                           | Луангнамтха, районы Синг и Лонг |
| Акха-эупа | 0,8                   | Тибето-бирманская      | Анимизм и культ предков                                                                | Пхонгсали, район Бунтай |
| Алак | 23,3                  | Мон-кхмерская          | Анимизм, культ предков и шаманизм                                                      | Секонг (районы Тхатенг, Ламам, Калеум и Дакхунг), Сараван (район Сараван), Аттапы (район Сайсетха)                                                                                                 |
| Алу | 2,0                   | Тибето-бирманская      | Анимизм и культ предков                                                                | Пхонгсали, район Гноту |
| Ангку, или киорр | 2,5                   | Мон-кхмерская          | Буддизм (тхеравада) и анимизм                                                          | Пхонгсали |
| Арем | 0,7                   | Мон-кхмерская          | Анимизм, культ предков и шаманизм                                                      | Кхаммуан, район Буалапха |
| Ахеу (включая субгруппы тхавынг, пхонсунг и хатонг-луанг) | 2,2                   | Мон-кхмерская          | Анимизм                                                                                | Кхаммуан, район Накай |
| Бийо |                       | Тибето-бирманская      | Анимизм и христианство                                                                 | Пхонгсали |
| Бирманцы, или мьен | 0,6                   | Тибето-бирманская      | Буддизм (тхеравада) и анимизм                                                          | Луангнамтха (районы Синг и Лонг), Бокэу (район Хуайсай), Вьентьян, Сайнябули (город Сайнябули) |
| Бит | 2,1                   | Мон-кхмерская          | Анимизм, культ предков и буддизм (тхеравада)                                           | Пхонгсали (районы Бунтай, Сампхан и Кхоа), Луангнамтха (район Луангнамтха) |
| Бо | 3,7                   | Мон-кхмерская          | Анимизм и культ предков                                                                | Кхаммуан, район Хинбун |
| Брау, или брао (включая субгруппы предуанг и палаконэ) | 24,7                  | Мон-кхмерская          | Анимизм и культ предков                                                                | Аттапы (районы Самакхисай, Пхувонг, Сансай и Сайсетха), Тямпасак (район Паксонг), Секонг (район Тхатенг)                                                                                           |
| Бру | 94,0                  | Мон-кхмерская          | Культ предков, анимизм, шаманизм и христианство                                        | Саваннакхет, районы Сепон и Нонг |
| Будо |                       | Тибето-бирманская      | Анимизм и христианство                                                                 | Пхонгсали |
| Вьеты | 111,6                 | Мон-кхмерская          | Буддизм (махаяна), каодай, культ предков и христианство (католицизм)                   | Секонг, Пхонгсали, Хуапхан, Кхаммуан, Сараван, Саваннакхет (район Саваннакхет), Тямпасак (район Паксе), Сиангкхуанг и город Вьентьян                                                               |
| Гиай | 7,0                   | Тайская                | Анимизм, культ предков и буддизм (тхеравада)                                           | Пхонгсали (районы Кхоа, Гноту, Бунтай и Буннуа), Удомсай (районы Бенг, Намо и Сай), Луангнамтха (районы Вьенгпхукха и Нале)                                                                        |
| Дженг, или хиенг | 9,1                   | Мон-кхмерская          | Анимизм, культ предков и шаманизм                                                      | Аттапы, районы Самакхисай и Санамсай |
| Джех (включая субгруппы брила, манг-рам и лангия) | 11,2                  | Мон-кхмерская          | Анимизм и культ предков                                                                | Секонг (район Дакхунг), Аттапы (район Сансай) |
| Ир, или йир | 5,5                   | Мон-кхмерская          | Анимизм, культ предков и шаманизм                                                      | Сараван, район Сараван |
| Йой, или тай-йой | 1,4                   | Тайская                | Буддизм (тхеравада), анимизм и культ предков                                           | Кхаммуан, районы Накай и Буалапха |
| Кадо | 0,3                   | Тибето-бирманская      | Анимизм и культ предков                                                                | Пхонгсали, район Гноту |
| Калеунг | 6,5                   | Тайская                | Буддизм (тхеравада) и анимизм                                                          | Боликхамсай (район Кхамкхеутх), Кхаммуан (район Накай) |
| Кали, или хали | 18,3                  | Мон-кхмерская          | Анимизм и культ предков                                                                | Саваннакхет (районы Вилабури, Сепон и Нонг), Кхаммуан (район Буалапха) |
| Канай, или кадо | 0,8                   | Мон-кхмерская          | Анимизм, культ предков и христианство                                                  | Сараван, район Самуй |
| Канту, или кату | 2,0                   | Мон-кхмерская          | Анимизм, культ предков и шаманизм                                                      | Сараван, район Самуй |
| Касенг | 11,1                  | Мон-кхмерская          | Анимизм, культ предков и шаманизм                                                      | Аттапы (районы Сансай и Сайсетха), Секонг (районы Дакхунг и Ламам) |
| Катанг | 134,2                 | Мон-кхмерская          | Анимизм, культ предков и буддизм (тхеравада)                                           | Саваннакхет (районы Атсапхангтхонг, Тхапангтхонг, Сонбули, Пхин, Сонгкхон и Чампхон), Сараван (районы Кхонгседон, Таой, Тумларн, Сараван, Лаонгарм и Вапи), Тямпасак (районы Санасомбун и Паксонг) |
| Кату | 23,9                  | Мон-кхмерская          | Анимизм, культ предков и шаманизм                                                      | Секонг, Сараван, Тямпасак |
| Катэ | 0,7                   | Мон-кхмерская          | Анимизм, культ предков и буддизм (тхеравада)                                           | Тямпасак, районы Патхумпхон, Паксе и Паксонг |
| Кемэй, или ками |                       | Мон-кхмерская          | Анимизм, культ предков и буддизм (тхеравада)                                           | Пхонгсали |
| Киммун, или лао-хуай, лантен, горные яо | 6,3                   | Хмонг-мьенская         | Даосизм, культ предков и анимизм                                                       | Луангнамтха (город Луангнамтха и район Лонг), Удомсай (район Намо), Бокэу (район Хуайсай) |
| Китайцы (включая субгруппы кантонцев, хокло и хайнаньцев) | 26,7                  | Китайская              | Даосизм, конфуцианство, буддизм (махаяна) и культ предков                              | Вьентьян, Пхонгсали, Удомсай, Луангнамтха, Луангпхабанг, Хуапхан |
| Конгсат | 0,1                   | Мон-кхмерская          | Анимизм и культ предков                                                                | Удомсай, район Намо |
| Кри | 1,0                   | Мон-кхмерская          | Анимизм и культ предков                                                                | Кхаммуан, район Буалапха |
| Куан, или тай-куан | 3,5                   | Тайская                | Анимизм, культ предков и буддизм (тхеравада)                                           | Боликхамсай, район Вьенгтхонг |
| Куй-лунг | 4,8                   | Тибето-бирманская      | Анимизм, культ предков, буддизм (тхеравада) и христианство                             | Луангнамтха (районы Лонг, Вьенгпхукха и Нале), Бокэу (район Муэнг) |
| Куконг, или жёлтые лаху | 4,1                   | Тибето-бирманская      | Анимизм, культ предков и буддизм (тхеравада)                                           | Луангнамтха (районы Лонг, Вьенгпхукха и город Луангнамтха), Бокэу (районы Муэнг и Тонпхеунг) |
| Кхлор, или клор | 11,1                  | Мон-кхмерская          | Анимизм, культ предков и шаманизм                                                      | Сараван, районы Лаонгарм и Кхонгседон |
| Кхмеры | 5,5                   | Мон-кхмерская          | Буддизм (тхеравада) и анимизм                                                          | Аттапы, Тямпасак, Секонг |
| Кхму-кеун | 0,8                   | Мон-кхмерская          | Анимизм и буддизм (тхеравада)                                                          | Бокэу, район Тонпхеунг |
| Кхму-кхонг | 3,5                   | Мон-кхмерская          | Анимизм и буддизм (тхеравада)                                                          | Удомсай, районы Хун и Бенг |
| Кхму-лу | 28,1                  | Мон-кхмерская          | Анимизм, культ предков и шаманизм                                                      | Удомсай (районы Сай и Намо), Луангнамтха (район Нале), Бокэу (район Хуайсай) |
| Кхму-мэ | 49,2                  | Мон-кхмерская          | Анимизм, буддизм (тхеравада) и христианство                                            | Луангпхабанг, Сайнябули, Бокэу |
| Кхму-у (включая субгруппы ревай, рит, хинтри и тамонг) | 632,8                 | Мон-кхмерская          | Анимизм, буддизм (тхеравада) и христианство                                            | Хуапхан, Пхонгсали, Вьентьян, Сайнябули, Луангпхабанг, Боликхамсай, Удомсай, Луангнамтха, Бокэу, Сайсомбун и город Вьентьян                                                                        |
| Кхму-рок | 70,3                  | Мон-кхмерская          | Анимизм, буддизм (тхеравада) и христианство                                            | Удомсай (районы Хун и Пакбенг), Луангпхабанг |
| Кхуа | 3,7                   | Мон-кхмерская          | Анимизм, культ предков и шаманизм                                                      | Кхаммуан, район Буалапха |
| Кхуен, или куан | 11,3                  | Мон-кхмерская          | Буддизм (тхеравада), анимизм и шаманизм                                                | Луангнамтха (районы Нале, Синг и Вьенгпхукха), Удомсай |
| Лавен, или суи, болавен, джару | 57,0                  | Мон-кхмерская          | Анимизм, культ предков и буддизм (тхеравада)                                           | Тямпасак, Секонг, Сараван |
| Лави | 0,8                   | Малайско-полинезийская | Анимизм, культ предков и шаманизм                                                      | Секонг, район Ламам |
| Ламет, или ламед | 23,5                  | Мон-кхмерская          | Анимизм и культ предков                                                                | Луангнамтха, Бокэу, Удомсай |
| Лантен | 5,6                   | Хмонг-мьенская         | Даосизм, культ предков и анимизм                                                       | Пхонгсали, район Гноту |
| Лао | 2250,0                | Тайская                | Буддизм (тхеравада), анимизм, культ предков, христианство (протестантизм и католицизм) | Все провинции страны (в горных районах северной, северо-восточной и восточной части уступают национальным меньшинствам)                                                                            |
| Лао-исан | 9,8                   | Тайская                | Буддизм (тхеравада), анимизм и культ предков                                           | Вьентьян, Боликхамсай (район Тхапхабатх), Тямпасак (районы Мунлапамок, Сукхума, Тямпасак и Пхонтхонг), Саваннакхет (район Саваннакхет)                                                             |
| Лаосенг, или таренг | 9,2                   | Мон-кхмерская          | Анимизм и культ предков                                                                | Пхонгсали, районы Сампхан, Пхонгсали, Бунтай и Май |
| Лаху-на, или чёрные лаху | 9,0                   | Тибето-бирманская      | Анимизм, культ предков и христианство                                                  | Бокэу, районы Муэнг и Тонпхеунг |
| Лаху-нуй, или белые лаху | 3,2                   | Тибето-бирманская      | Анимизм, культ предков и христианство                                                  | Бокэу, районы Тонпхеунг и Хуайсай |
| Лы, или лу, тай-лу (включая субгруппы сипсонгпанна и мыонг-хоу)                                                                                                 | 167,6                 | Тайская                | Буддизм (тхеравада), анимизм и культ предков                                           | Пхонгсали, Луангнамтха, Бокэу, Удомсай, Сайнябули, Луангпхабанг |
| Май, или хут | 1,0                   | Мон-кхмерская          | Анимизм, культ предков и шаманизм                                                      | Кхаммуан, район Буалапха |
| Маконг, или мангконг | 129,8                 | Мон-кхмерская          | Анимизм, культ предков, шаманизм и христианство                                        | Кхаммуан, Саваннакхет, Боликхамсай |
| Мал, или мади | 32,6                  | Мон-кхмерская          | Анимизм, культ предков, буддизм (тхеравада) и шаманизм                                 | Сайнябули, район Пхианг |
| Маленг, или пакатан | 0,9                   | Мон-кхмерская          | Анимизм и культ предков                                                                | Кхаммуан, район Накай |
| Млабри, или мабри | 0,03                  | Мон-кхмерская          | Анимизм                                                                                | Сайнябули, район Пхианг |
| Мон, или мыонги | 0,3                   | Мон-кхмерская          | Анимизм и культ предков                                                                | Сиангкхуанг, районы Мокмай и Нонгхет |
| Нгаэ, или нгэ (включая субгруппу хлак) | 17,1                  | Мон-кхмерская          | Анимизм, культ предков, шаманизм и христианство                                        | Секонг (район Тхатенг), Сараван (районы Кхонгседон и Лаонгарм), Тямпасак (район Бачиангчалеунсук)                                                                                                  |
| Нгуан (включая субгруппы сим-такок и сим-омэ) | 36,9                  | Мон-кхмерская          | Анимизм, шаманизм и буддизм (тхеравада)                                                | Луангнамтха (районы Нале и Вьенгпхукха, город Луангнамтха), Бокэу (район Хуайсай) |
| Нгуон | 1,9                   | Мон-кхмерская          | Анимизм и культ предков                                                                | Кхаммуан, район Накай |
| Нунги, или тай-нунги |                       | Тайская                | Анимизм, культ предков и шаманизм                                                      | Пхонгсали |
| Ньяхон | 7,2                   | Мон-кхмерская          | Анимизм и шаманизм                                                                     | Тямпасак (районы Паксонг и Бачиангчалеунсук), Аттапы (район Сайсетха), Секонг (район Ламам) |
| Оду, или хат | 0,3                   | Мон-кхмерская          | Анимизм и культ предков                                                                | Сиангкхуанг, район Нонгхет |
| Ой (включая субгруппу интхи) | 21,0                  | Мон-кхмерская          | Анимизм и культ предков                                                                | Аттапы (районы Самакхисай и Санамсай), Тямпасак (район Паксонг) |
| Пако | 18,6                  | Мон-кхмерская          | Анимизм и культ предков                                                                | Сараван (район Самуй), Саваннакхет (район Нонг) |
| Пала, или акха-пала | 5,6                   | Тибето-бирманская      | Анимизм, культ предков и шаманизм                                                      | Пхонгсали, районы Май и Кхоа |
| Пана, или бана (включая субгруппы синг-ди, синг-чао и синг-понг)                                                                                                | 0,5                   | Тибето-бирманская      | Анимизм и культ предков                                                                | Луангнамтха (район Луангнамтха), Бокэу (район Хуайсай) |
| Понг | 30,1                  | Мон-кхмерская          | Анимизм, культ предков и даосизм                                                       | Хуапхан (районы Самтай, Хуамеуанг, Вьенгсай и Самныа), Сиангкхуанг (район Кхам), Кхаммуан (район Хинбун), Боликхамсай (район Вьенгтхонг)                                                           |
| Понг-книанг | 1,8                   | Мон-кхмерская          | Анимизм и культ предков                                                                | Хуапхан, районы Вьенгтхонг и Хуамеуанг |
| Пумонг | 1,3                   | Мон-кхмерская          | Анимизм и культ предков                                                                | Пхонгсали, районы Бунтай и Кхоа |
| Пуок, или пухок | 3,7                   | Мон-кхмерская          | Анимизм и культ предков                                                                | Хуапхан, район Сьенгкхор |
| Пуссанг | 2,6                   | Тибето-бирманская      | Анимизм и культ предков                                                                | Пхонгсали (районы Сампхан, Кхоа, Бунтай и Май), Удомсай (район Намо) |
| Пухой | 0,3                   | Мон-кхмерская          | Анимизм и культ предков                                                                | Удомсай, район Намо |
| Пхай (включая субгруппы северные пхай и южные пхай) | 21,1                  | Мон-кхмерская          | Анимизм, культ предков, шаманизм и буддизм (тхеравада)                                 | Пхонгсали (районы Бунтай, Буннуа, Пхонгсали и Сампхан), Сайнябули (районы Хонгса, Сайнябули и Пхианг)                                                                                              |
| Пхуан, или лао-пхуан | 141,0                 | Тайская                | Буддизм (тхеравада), анимизм и культ предков                                           | Сиангкхуанг, Боликхамсай, Вьентьян, Удомсай, Хуапхан, Сайсомбун |
| Пхуной, или пуной (включая субгруппы чёрные кхоани, белые кхоани, мунг, хуэтхом, кхаскхонг, сенг, пхай, лао-пан, пхонг-сет, пхоу-нот, бан-танг, та-пат и ча-хо) | 50,1                  | Тибето-бирманская      | Анимизм, культ предков и буддизм (тхеравада)                                           | Пхонгсали, Удомсай, Луангнамтха, Луангпхабанг, Хуапхан |
| Пхутай | 188,0                 | Тайская                | Анимизм, культ предков и буддизм (тхеравада)                                           | Кхаммуан, Саваннакхет, Сараван, Тямпасак, Удомсай, Луангпхабанг |
| Рук | 0,6                   | Мон-кхмерская          | Анимизм, культ предков и шаманизм                                                      | Кхаммуан, район Буалапха |
| Саек, или сек, тай-сек | 23,4                  | Тайская                | Анимизм, культ предков и буддизм (тхеравада)                                           | Кхаммуан, район Хинбун |
| Салао | 1,0                   | Мон-кхмерская          | Анимизм, культ предков и буддизм (тхеравада)                                           | Тямпасак, район Паксонг |
| Самтао, или самтау (включая субгруппы киор и кон) | 3,1                   | Мон-кхмерская          | Буддизм (тхеравада), анимизм и культ предков                                           | Луангнамтха (районы Лонг и Вьенгпхукха), Бокэу |
| Сапуан | 2,1                   | Мон-кхмерская          | Анимизм и культ предков                                                                | Аттапы, район Сайсетха |
| Сах | 1,5                   | Мон-кхмерская          | Анимизм, культ предков и шаманизм                                                      | Кхаммуан, район Буалапха |
| Седанги | 1,1                   | Мон-кхмерская          | Анимизм, культ предков и шаманизм                                                      | Аттапы, районы Сансай и Пхувонг |
| Сила (включая субгруппу сида) | 2,5                   | Тибето-бирманская      | Анимизм, культ предков и шаманизм                                                      | Пхонгсали (районы Гноту и Пхонгсали), Луангнамтха (город Луангнамтха) |
| Сингмун | 8,2                   | Мон-кхмерская          | Анимизм, культ предков и буддизм (тхеравада)                                           | Сайсомбун (район Тхатхом), Боликхамсай (район Боликханх) |
| Со | 149,8                 | Мон-кхмерская          | Анимизм и буддизм (тхеравада)                                                          | Саваннакхет, Кхаммуан |
| Со-три | 29,4                  | Мон-кхмерская          | Анимизм, культ предков и буддизм (тхеравада)                                           | Кхаммуан, район Сайбуатхонг |
| Су (включая субгруппу сок, или сук) | 3,0                   | Мон-кхмерская          | Анимизм, культ предков и шаманизм                                                      | Аттапы, районы Пхувонг и Санамсай |
| Суай, или куй | 64,0                  | Мон-кхмерская          | Анимизм, культ предков, шаманизм и буддизм (тхеравада)                                 | Саваннакхет, Сараван, Секонг, Тямпасак |
| Тай-дам, или чёрные таи | 70,3                  | Тайская                | Анимизм, культ предков и буддизм (тхеравада)                                           | Хуапхан, Сиангкхуанг, Луангпхабанг, Пхонгсали, Удомсай, Луангнамтха, Сайнябули, провинция Вьентьян и город Вьентьян                                                                                |
| Тай-денг, или красные таи | 38,3                  | Тайская                | Анимизм, культ предков и буддизм (тхеравада)                                           | Хуапхан, Сиангкхуанг, Боликхамсай, Пхонгсали, Луангпхабанг |
| Тай-дой, или дой | 0,5                   | Мон-кхмерская          | Анимизм, культ предков и буддизм (тхеравада)                                           | Луангнамтха, район Лонг |
| Тай-гапонг, или тай-капонг | 1,2                   | Тайская                | Анимизм, культ предков и буддизм (тхеравада)                                           | Боликхамсай |
| Тай-калеун, или лао-калеун | 9,1                   | Тайская                | Буддизм (тхеравада), анимизм и культ предков                                           | Боликхамсай (район Кхамкхеутх), Кхаммуан (район Накай) |
| Тай-као, или белые таи | 281,2                 | Тайская                | Анимизм, культ предков и шаманизм                                                      | Хуапхан, Пхонгсали (район Май), Луангпхабанг (районы Нгой и Вьенгкхам), Сиангкхуанг (район Кхам), Вьентьян                                                                                         |
| Тай-кханг, или ханг | 7,0                   | Тайская                | Анимизм, культ предков и буддизм (тхеравада)                                           | Хуапхан (район Самтай), Сиангкхуанг (район Нонгхет), Боликхамсай (район Вьенгтхонг) |
| Тай-лаан | 0,6                   | Тайская                | Анимизм и культ предков                                                                | Сиангкхуанг, район Кхам |
| Тай-лой | 0,7                   | Мон-кхмерская          | Анимизм, культ предков и буддизм (тхеравада)                                           | Луангнамтха, район Лонг |
| Тай-мао | 40,0                  | Тайская                | Анимизм, шаманизм и буддизм (тхеравада)                                                | Пхонгсали |
| Тай-мен | 10,1                  | Тайская                | Анимизм, культ предков и буддизм (тхеравада)                                           | Боликхамсай, районы Кхамкхеутх, Вьенгтхонг, Паккадинг и Паксан |
| Тай-меуй, или тай-муэй | 55,0                  | Тайская                | Анимизм, культ предков и шаманизм                                                      | Боликхамсай (районы Кхамкхеутх, Паккадинг, Паксан, Боликханх, Вьенгтхонг и Тхапхабатх), Кхаммуан (район Хинбун), Сиангкхуанг (районы Нонгхет, Мокмай, Кхам и Кхун), Хуапхан (район Самныа)         |
| Тай-нио, или тай-но | 16,9                  | Тайская                | Буддизм (тхеравада), анимизм и культ предков                                           | Боликхамсай (районы Паккадинг, Паксан и Боликханх), Кхаммуан (район Хинбун) |
| Тай-нуа, или северные таи | 49,2                  | Тайская                | Анимизм, культ предков и буддизм (тхеравада)                                           | Вьентьян, Боликхамсай, Хуапхан, Пхонгсали, Луангнамтха |
| Тай-пао | 4,6                   | Тайская                | Буддизм (тхеравада), анимизм и культ предков                                           | Боликхамсай, районы Вьенгтхонг, Кхамкхеутх и Паккадинг |
| Тай-пеунг | 1,4                   | Тайская                | Анимизм и культ предков                                                                | Сиангкхуанг, районы Кхам и Пек |
| Тай-сам | 1,0                   | Тайская                | Анимизм и культ предков                                                                | Сиангкхуанг, район Кхам |
| Тайтен | 0,4                   | Тайская                | Анимизм и культ предков                                                                | Луангпхабанг, район Паксенг |
| Тай-хе | 11,3                  | Тайская                | Буддизм (тхеравада), анимизм и культ предков                                           | Боликхамсай, районы Вьенгтхонг, Кхамкхеутх, Паккадинг и Паксан |
| Тайцы центральные, или сиамцы | 0,8                   | Тайская                | Буддизм (тхеравада), анимизм и культ предков                                           | Тямпасак (район Пхонтхонг), Саваннакхет (город Саваннакхет) и город Вьентьян |
| Тай-юань, или северные тайцы | 12,2                  | Тайская                | Буддизм (тхеравада), анимизм и культ предков                                           | Бокэу (районы Хуайсай и Пхаудом), Луангнамтха (район Луангнамтха), Удомсай (район Сай), Сайнябули (район Сайнябули)                                                                                |
| Такет | 0,6                   | Мон-кхмерская          | Анимизм, культ предков и буддизм (тхеравада)                                           | Луангпхабанг, район Намбак |
| Талиенг | 32,5                  | Мон-кхмерская          | Анимизм, культ предков и шаманизм                                                      | Секонг (районы Дакхунг и Ламам), Аттапы (район Сансай) |
| Тамой | 0,7                   | Мон-кхмерская          | Анимизм и культ предков                                                                | Луангнамтха, район Вьенгпхукха |
| Таой (включая субгруппы йа, кариен, дадис и пхут) | 43,4                  | Мон-кхмерская          | Анимизм и шаманизм                                                                     | Сараван (район Таой), Саваннакхет, Секонг |
| Таханг | 0,4                   | Мон-кхмерская          | Анимизм и культ предков                                                                | Тямпасак, район Паксонг |
| Тонг, или онг, хантонг | 12,9                  | Мон-кхмерская          | Анимизм, культ предков и шаманизм                                                      | Сараван, районы Сараван и Вапи |
| Тум | 3,5                   | Мон-кхмерская          | Анимизм и культ предков                                                                | Боликхамсай (район Кхамкхеутх), Кхаммуан (район Накай) |
| Тхае, или тхе | 3,6                   | Мон-кхмерская          | Анимизм, культ предков и шаманизм                                                      | Аттапы, район Сансай |
| Тхо, или то |                       | Мон-кхмерская          | Анимизм и культ предков                                                                | Хуапхан, Сиангкхуанг |
| Тямы, или чамы | 0,8                   | Малайско-полинезийская | Ислам                                                                                  | Вьентьян |
| Халанг, или саланг | 8,4                   | Мон-кхмерская          | Анимизм, культ предков и шаманизм                                                      | Аттапы (район Сансай), Секонг (район Дакхунг) |
| Халанг-доан, или дуан | 2,4                   | Мон-кхмерская          | Анимизм, культ предков и шаманизм                                                      | Аттапы, район Сансай |
| Хани | 1,6                   | Тибето-бирманская      | Анимизм и культ предков                                                                | Пхонгсали, район Гноту |
| Хатонг, или чатонг | 0,8                   | Мон-кхмерская          | Анимизм, культ предков и шаманизм                                                      | Секонг, район Калеум |
| Хмонги-дау, или белые мяо | 238,7                 | Хмонг-мьенская         | Анимизм, культ предков, шаманизм и христианство                                        | Пхонгсали, Удомсай, Бокэу, Луангнамтха, Луангпхабанг, Хуапхан, Сиангкхуанг, Сайнябули, Боликхамсай, Кхаммуан, провинция Вьентьян и город Вьентьян                                                  |
| Хмонги-йуа, или синие мяо (включая субгруппу хмонг-ленг, или цветные мяо)                                                                                       | 204,7                 | Хмонг-мьенская         | Анимизм, культ предков, шаманизм и христианство                                        | Пхонгсали, Удомсай, Бокэу, Луангнамтха, Луангпхабанг, Хуапхан, Сиангкхуанг, Сайнябули, Боликхамсай, Кхаммуан, провинция Вьентьян и город Вьентьян                                                  |
| Хунг | 0,9                   | Мон-кхмерская          | Анимизм и культ предков                                                                | Боликхамсай, район Кхамкхеутх |
| Чахо | 0,3                   | Мон-кхмерская          | Анимизм, культ предков и шаманизм                                                      | Пхонгсали, район Гноту |
| Яо, или иумьен | 25,3                  | Хмонг-мьенская         | Даосизм и культ предков                                                                | Пхонгсали, Луангнамтха, Бокэу, Сайнябули, Луангпхабанг, Вьентьян, Хуапхан, Сиангкхуанг |

## Комментарии
1. ↑  Из-за отсутствия чётких критериев различные источники довольно часто применяют термины «народ», «народность», «этнос», «этническая группа» применительно к одним и тем же общностям. Таким образом, точный подсчёт проживающих на территории Лаоса народов и этнических групп представляется весьма затруднительным в силу отсутствия в мировой этнографической науке единой точки зрения относительно чёткой классификации многих из них.
2. ↑  Историки связывают эту активность с расцветом, экспансией и упадком государства Наньчжао, базировавшегося на Юньнаньском и Шанском нагорьях.
3. ↑  Мыанг Кабонг, или Басак находился на территории нынешней провинции Тямпасак, мыанги Сомпхон и Сакон — на территории провинции Саваннакхет, мыанги Мун и Луанг — на территории провинции Кхаммуан, мыанг Пхуан, или Пуен — на территории провинции Сиангкхуанг, мыанг Пайнам — на территории Вьентьяна, мыанг Сунг — на территории провинции Вьентьян, мыанг Сва — на территории провинции Луангпхабанг, мыанг Сай — на территории провинции Удомсай.
4. ↑  В 1873 году китайские отряды почти полностью разрушили Вьентьян.
5. ↑  Костяк вооружённых сил хмонгов, базировавшихся в провинциях Сиангкхуанг и Хуапхан, составили особые отряды, сформированные ещё французами.
6. ↑  Одни источники трактуют термин «хмонг» как наиболее распространённое самоназвание мяо, другие — как отдельную этнографическую группу в составе группы народов мяо.

### На русском языке
- Брук С. И. Население мира. Этно-демографический справочник. — Москва: Наука, 1981.
- Губер А. А. (редактор). Народы Юго-Восточной Азии. — Москва: Наука, 1966.
- Крюков М. В., Чебоксаров Н. Н., Сафронов М. В. Этническая история народов Восточной и Юго-Восточной Азии в древности и средние века. — Москва: Главная редакция восточной литературы издательства «Наука», 1981.
- Левинсон Г. И. (ответственный редактор). Китайские этнические группы в странах Юго-Восточной Азии. — Москва: Главная редакция восточной литературы издательства «Наука», 1986.
- Минц Л. М. (научный редактор). Народы мира. Энциклопедия. — Москва: ОЛМА Медиа Групп, 2007. — ISBN 978-5-373-01057-3.
- Тюрин В. А. (ответственный редактор). Лаос. Справочник. — Москва: Главная редакция восточной литературы издательства «Наука», 1980.
- Шпажников Г. А. Религии стран Юго-Восточной Азии. — Москва: Главная редакция восточной литературы издательства «Наука», 1980.

### На других языках
- Dolly Brittan. The People of Laos. — New York City: The Rosen Publishing Group, 1997. — ISBN 9780823951246.
- Steven L. Danver. Native Peoples of the World: An Encylopedia of Groups, Cultures and Contemporary Issues. — Abingdon-on-Thames: Routledge, 2015. — ISBN 9781317464006.
- Arne Kislenko. Culture and Customs of Laos. — Santa Barbara, California: ABC-CLIO, 2009. — ISBN 9780313339776.
- Norma J. Livo, Dia Cha. Folk Stories of the Hmong: Peoples of Laos, Thailand, and Vietnam. — Libraries Unlimited, 1991. — ISBN 9780872878549.
- Joachim Schliesinger. Ethnic Groups of Laos. Vol 2: Profile of Austro-Asiatic-Speaking Peoples. — Booksmango, 2015. — ISBN 9781633232365.
- Joachim Schliesinger. Ethnic Groups of Laos. Vol 3: Profile of Austro-Thai-Speaking Peoples. — Booksmango, 2015. — ISBN 9781633232396.
- Joachim Schliesinger. Ethnic Groups of Laos. Vol 4: Sino-Tibetan-Speaking Peoples. — Booksmango, 2015. — ISBN 9781633232419.
- Martin Stuart-Fox. A History of Laos. — Cambridge, England: Cambridge University Press, 1997. — ISBN 9780521597463.